# Liste des épisodes de Yu-Gi-Oh! Arc-V
 (février 2017).
Si vous disposez d'ouvrages ou d'articles de référence ou si vous connaissez des sites web de qualité traitant du thème abordé ici, merci de compléter l'article en donnant les références utiles à sa vérifiabilité et en les liant à la section « Notes et références ».
Yu-Gi-Oh! Arc-V (« Arc-V » se prononçant « Arc Five ») est la cinquième série de la franchise Yu-Gi-Oh!. Cette série se déroule après la série Yu-Gi-Oh! Zexal. Elle est diffusée au Japon du 6 avril 2014 au 26 mars 2017 avec un total de 148 épisodes répartis sur trois saisons. À l'international, la série est diffusée en Allemagne, en France, en Italie et aux États-Unis. En France, la diffusion a débuté le 13 avril 2015 sur Gulli. Elle est diffusée sur Boing depuis le 2 octobre 2017 et sur Toonami depuis la rentrée 2018.

## Liste des épisodes

### Saison 1
Dans la version originale, plusieurs génériques de début et de fin sont disponibles :
- Pour les épisodes 1 à 30 : le générique de début est Believe × Believe de Bullet Train et le générique de fin est One step de P cute ;
- Pour les épisodes 31 à 49 : le générique de début est Burn! de Kenji Kabashima et le générique de fin est Future fighter de Kenshō Ono et Yoshimasa Hosoya.

Dans la version française, le générique de début et de fin est Le Pouvoir est en toi.
En France, Yu-Gi-Oh ! Arc V est diffusée sur la chaîne Gulli. Cette saison a été diffusée sur trois périodes : 
- Période 1 : du 13 avril 2015 au 7 mai 2015 pour les épisodes 1 à 15 ;
- Période 2 : du 24 août 2015 au 6 novembre 2015 (rediffusion des épisodes 1 à 15 suivis des épisodes 16 à 49 inédits sauf les 45, 46 et 47) ;
- Période 3 : le 26 décembre 2015 ainsi que les 2 et 3 janvier 2016 pour les épisodes 45, 46 et 47.

Après ces 3 périodes, Gulli rediffuse de temps à autre quelques épisodes de cette saison.
L'arc de cette saison est intitulé La Dimension Standard et la Ligue Arc Junior (Maiami Championship). Cette saison est composée de 49 épisodes.
| No | Titre de l’épisode en français,                 | Titre original de l’épisode                                                                                   | Date de 1re diffusion |
| --- | ----------------------------------------------- | --- | --------------------- |
| 1 | Passer à l'action - Partie 1                    | 光の軌跡、ペンデュラム召喚！ Hikari no Kiseki, Pendyuramu Shōkan!                                             | 6 avril 2014          |
| Yuya Sakaki est un garçon de 14 ans qui étudie à l'école de duel You Show, une école spécialisée dans le duel de divertissement. Son père, Yusyo (Yusho) Sakaki, un grand duelliste de divertissement a disparu trois ans plus tôt alors qu'il devait défendre son titre de champion du monde lors d'un duel contre Strong Ishijima (La Masse). Trois ans après, lors d'un festival de la LDS (l'Institut Léo) représenté par Strong Ishijima, celui-ci insiste pour que Yuya l'affronte en duel. Encouragé par le souvenir des paroles de son père, Yuya décide de participer au duel afin de laver l'honneur de son père. Yuya utilise donc ses compétences pour divertir les spectateurs pendant le duel. Cependant, quelques tours après le début du duel, Yuya se retrouve dans une situation critique et songe à abandonner. Yuya repense donc à ce que lui a dit son père et décide de poursuivre le duel. C'est alors que Yuya retrouve la force de se battre et réalise un type d'invocation qui n'avait jamais existé auparavant ! |                                                 | |                       |
| 2 | Passer à l'action - Partie 2                    | 決闘（デュエル）最強進化系！！その名はアクションデュエル Dyueru Saikyō Shinka-kei!! Sono Na wa Akushon Dyueru | 13 avril 2014         |
| Le duel entre Yuya et Strong Ishijima se poursuit et Yuya a réalisé une invocation Pendule, un type d'invocation n'ayant jamais existé ! Cette invocation permet à Yuya de jouer 3 monstres d'un seul coup et de remporter le duel. Après cette victoire, une foule d'adolescents se pressent à l'école You Show pour s'y inscrire. L'école ayant reçu la toute dernière version du système ARC grâce à la victoire de Yuya, ce dernier et Yuzu (Zuzu) commencent à faire la démo d'un duel. Les fans venus pour voir ce duel attendent avec impatience de voir Yuya réaliser à nouveau l'invocation Pendule mais Yuya se trompe dans les règles de l'invocation Pendule et perd le duel. Après le duel, ses admirateurs l'accusent d'avoir triché lors du duel contre Strong Ishijima et partent. Yuya est désemparé mais Tatsuya (Taté), un jeune admirateur de Yuya depuis longtemps lui redonne confiance en lui disant que sa victoire contre Strong Ishijima n'était pas truquée et que Tatsuya veut devenir aussi fort que Yuya. Ce dernier fait donc la promesse de maîtriser parfaitement l'invocation Pendule. Pendant ce temps, Shingo (Sylvio) Sawatari est chargé de récupérer les Cartes Pendules de Yuya puis les échangera contre des cartes très rares... |                                                 | |                       |
| 3 | Faux-semblant - Partie 1                        | ダークタウン 奪われたペンデュラム召喚！！ Dākutaun Ubawareta Pendyuramu Shōkan!!                              | 20 avril 2014         |
| Yuya est heureux car il a réussi à maîtriser l'invocation Pendule. En sortant de l'école, Yuya, Yuzu et leurs amis font la connaissance de Sawatari, un élève de l'Institut Léo très flatteur. Il propose donc à Yuya de l'affronter en duel dans le court central de la LDS (Institut Léo) afin de faire la démonstration de l'invocation Pendule à la l'Institut Léo. Yuya et ses amis acceptent la proposition de Sawatari et se rendent à l'Institut Léo. Arrivés à l'Institut Léo, Yuya et ses amis tombent sous le charme de cet Institut. Arrivés sur le gigantesque terrain du Duel, Sawatari change de comportement et vole les cartes Pendules de Yuya. Yuya est donc contraint de livrer un duel contre Sawatari s'il veut sauver ses amis et récupérer ses cartes Pendules. Pendant le duel, Sawatari est contacté et aidé par le directeur de l'Institut Léo et réalise une invocation Pendule devant Yuya et ses amis. Yuya n'en revient pas : quelqu'un d'autre que lui a réussi à réaliser une invocation Pendule ! |                                                 | |                       |
| 4 | Faux-semblant - Partie 2                        | 一筋の希望！！ブロックスパイダー Hitosuji no Kibō!! Burokku Supaidā                                           | 27 avril 2014         |
| Yuya et ses amis sont choqués de voir que Sawatari a réussi à faire une invocation Pendule ! Cependant, Yuya est bien déterminé à remporter ce duel pour sauver ses amis et récupérer les cartes Pendules que Sawatari lui a volées. Cependant, la tâche risque d'être difficile pour Yuya mais il peut compter aussi sur la carte qu'il a ajouté dans son deck avant le début du duel. Yuya est déterminé à prouver également à Sawatari que des cartes puissantes ne sont pas la clé de la victoire lors d'un duel car pour Yuya, la clé de la victoire d'un duel est de croire en soi, en ses amis mais aussi sur chacune des cartes de son deck, peu importe qu'elles soient faibles ou pas. |                                                 | |                       |
| 5 | Sora contre Yuya - Partie 1                     | 弟子入り志願！？ おかしなおっかけ 『紫雲院素良』 Deshiiri Shigan!? Okashina Okkake "Shiun'in Sora"            | 11 mai 2014           |
| À la suite de sa victoire contre Sawatari, Yuya rencontre un jeune garçon fan de lui, Sora Shiun'in (Perse). Tellement fan que l'enfant décide de s'inscrire à You Show et demande à Yuya de devenir son maitre en duel ! Yuya commence par refuser, mais Sora le suit partout et insiste tellement que Yuya finit par accepter de régler ça en duel : si Sora gagne, Yuya deviendra son professeur mais si Yuya gagne, il aura la paix ! Le duel commence plutôt mal pour Sora qui se retrouve rapidement face à l'invocation Pendule, mais le garçon ne se laisse par faire et à la surprise générale utilise le sort "Polymérisation" ! Son terrifiant monstre Fusion apparait et plonge tout le monde dans la consternation. |                                                 | |                       |
| 6 | Sora contre Yuya - Partie 2                     | 無邪気な融合玩具 デストーイ・シザー・ベアー Mujyaki na Yūgō Omocha Desutōi Shizā Beā                          | 18 mai 2014           |
| Maintenant que « Ours Frourreur » est sur le terrain, Sora révèle son vrai potentiel et met à mal les points de vie de Yuya. Il montre également qu'il a retenu la façon de jouer de Yuya en lui volant sous son nez une Carte d'Action. Alors que le « Dragon Pendule aux Yeux Impairs » de Yuya est détruit, celui-ci découvre un nouveau pouvoir des monstres Pendules : s'ils sont détruits, ils ne vont pas au Cimetière mais dans l'Extra-Deck et ainsi peuvent être réinvoqués dès le tour suivant. Yuya ramène son dragon, détruit Ours Frourreur et remporte finalement le duel. Sora, loin d'être abattu, est encore plus fan de Yuya. Mais lorsqu'on lui demande comment il maitrise l'Invocation Fusion, il répond que c'est monnaie courante de là où il vient... |                                                 | |                       |
| 7 | M. Mystère                                      | 反逆の逆鱗 ダーク・リベリオン・エクシーズ・ドラゴン Hangyaku no Gekirin Dāku Riberion Ekushīzu Doragon        | 25 mai 2014           |
| Sawatari n'arrive pas à digérer sa défaite contre Yuya. Lorsque Yuzu entend ses complices parler d'une revanche, elle va trouver Sawatari et le défie en Duel : si elle gagne, il laissera Yuya tranquille. Mais un mystérieux individu masqué s'interpose et se bat à sa place. Dès son premier tour, l'inconnu pose 5 cartes face cachées ! Sawatari se moque et, en un tour, invoque son monstre fétiche "Mobius le Méga-Monarque" et détruit toutes les cartes de l'inconnu. Mais celui-ci active l'effet de ses Sorts depuis le cimetière pour préserver ses points de vie et invoquer son monstre XYZ "Dragon XYZ de la Rébellion des Ténèbres" ! Grâce à l'effet de son dragon, il détruit Mobius et retire 3900 points de vie à Sawatari. Mais le plus étonnant, c'est que l'attaque est bien trop réelle pour un simple système d'hologrammes ! Alors que l'inconnu fait mine de s'en aller Sawatari active alors un Piège pour renverser la situation mais son adversaire, sans se retourner, le bloque et achève Sawatari. Puis il retire son masque et stupeur : il a le même visage que Yuya. Les acolytes de Sawatari emmènent le jeune homme tandis que l'inconnu disparait par magie sous les yeux de Yuzu. L'instant d'après, Yuya arrive et Yuzu ne comprend plus rien. |                                                 | |                       |
| 8 | Femme d'affaires                                | 遊勝塾の危機！！LDS襲来 Yūshō Juku no Kiki! ! Erudīesu Shūrai                                                 | 1er juin 2014         |
| En rentrant de l'étranger, Himika (Henrietta) (mère de Reiji (Declan) et directrice de l'Institut Léo) apprend la mésaventure de Sawatari qui s'est retrouvé à l'hôpital. Celui-ci répète à qui veut l'entendre que Yuya est le responsable et qu'il se vengera. Lorsque Reiji (Declan) la met au courant de l'apparition d'un nouveau type d'invocation, l'Invocation Pendule, Himika décide de défier l'école You Show dans un tournoi en se servant de l'accident de Sawatari comme prétexte et, si son école gagne, elle prendra le contrôle de You Show et des cartes Pendules de Yuya. Les avis sont partagés, surtout Yuzu qui ne comprend toujours pas ce qu'elle a vu la veille, mais finalement Yuya décide de relever le défi. Himika annonce alors que cela se déroule en 3 combats, et qu'elle a choisi comme champions les meilleurs élèves des 3 classes de l'Institut Léo correspondant à chaque type d'invocation spéciale (Fusion, Synchro et XYZ). Le duel entre Yuya et l'un d'eux, Hokuto Shijima (Dipper O'rion), commence mais ce dernier prétend avoir l'avantage du terrain. |                                                 | |                       |
| 9 | Duel dans les étoiles                           | 星々の裁き！エクシーズ使い「志島北斗」 Hoshiboshi no Sabaki! Ekushīzu Tsukai "Shijima Hokuto"                 | 8 juin 2014           |
| Hokuto Shijima, l'élève d'élite spécialiste en invocation XYZ de l'Institut Léo, commence le duel avec ses monstres à l'effigie des constellations et parvint à appeler son XYZ "Pléiades de la Constellée" dès son premier tour. Yuya réplique avec son Pendule mais l'effet des Pléiades renvoie son "Dragon Pendule aux Yeux Impairs" dans sa main ! Et les Cartes Actions si chères à Yuya ne peuvent rien pour lui car, comme il l'avait annoncé, Hokuto connait par cœur leur position et peut les récupérer avant lui. Yuya perd la moitié de ses Points de Vie puis rappelle son Dragon, aussitôt neutralisé par l'effet des Pléiades. Yuya se réjouit car Pléaides n'a plus de Matériel XYZ pour utiliser son effet, mais déchante vite quand Hokuto invoque un second "Pléaides de la Constellée" puis supprime le 1er afin d'invoquer son XYZ "Ptolemy M7 de la Constellée" ! Yuya arrive à survivre grâce à une Carte Action miraculeusement récupérée. À la surprise générale, Yuya remplace son "Magicien Observateur des Etoiles" de sa zone Pendule par son "Crapaud du Tour Potartiste" puis réinvoque son Dragon ; l'effet du Magicien neutralise celui des Pléiades. En jouant sur le fait que les monstres XYZ n'ont pas de Niveaux mais des Rangs, Yuya utilise un sort pour donner 1400 pts d'attaque à tous ses monstres et clore le combat en un tour. Seule ombre au tableau : la confiance de Yuzu en Yuya est de plus en plus ébranlée car son comportement ressemble à celui de M. Mystère. |                                                 | |                       |
| 10 | Plein la vue                                    | 秘石の騎士！融合使い「光津真澄」 Hiseki no Kishi! Yūgō Tsukai "Kōtsu Masumi"                                  | 15 juin 2014          |
| À la suite de la victoire de Yuya, c'est à Yuzu d'affronter Masumi Kotsu (Julia Crystal), l'experte en invocation Fusion de l'Institut Léo. Malgré ses talents de duelliste, Yuzu est trop perturbée par les événements récents pour se battre correctement. Masumi invoque d'abord son « Topaze, Chevalier-Gemmes », vite détruit par la "Mozarta, Maestria de la Musique" de Yuzu, mais joue ensuite son « Maitre-Diamant, Chevalier-Gemmes » qui copie les effets de Topaze et lui permet de clore le combat en un clin d'œil. L'Institut Léo l'emporte donc et ramène les scores à 1 partout. Le dernier duel sera donc décisif. En fin de compte, c'est Gongenzaka (Gong) qui représente l'Ecole You Show bien qu'il n'en soit pas élève. Il affronte Yaiba Tobo (Kit Blade), un garçon aussi arrogant que dangereux maîtrisant les invocations Synchro. Et en effet, Yaiba invoque en un seul tour "Souza, Sabre X" et le surpuissant "Gottoms, Sabre XX", mettant Gongenzaka en très fâcheuse posture. |                                                 | |                       |
| 11 | Sauvé par Gong                                  | 身剣一体！シンクロ使い「刀堂刃」 Shinken Ittai! Shinkuro Tsukai "Tōdō Yaiba"                                  | 22 juin 2014          |
| Le duel entre Yaiba Tobo (Kit Blade) et Gongenzaka (Gong) se poursuit. Bien qu'ils utilisent tous deux de monstres Guerriers, leurs styles sont très différents : Gong croit en son deck et notamment en son "Grand Benkei Samourai Supralourd" tandis que Yaiba préfère les Sorts ou les Cartes d'Actions. Après un duel intense où Gongenzaka (Gong) détruit les monstres de Kit tandis que Yaiba (Kit) détruit le deck de Gongenzaka, Gongenzaka utilise duel s'achève par un match nul. C'est donc aussi un match nul dans le tournoi opposant les deux écoles, et un quatrième duel doit être organisé. Il est censé opposer les deux vainqueurs des matchs précédents, Yuya et Masumi, mais c'est Reiji (Declan) Akaba lui-même qui se propose en champion de l'Institut Léo... |                                                 | |                       |
| 12 | Duel au Sommet                                  | DDD 異次元の王 Dīdīdī Ijigen no Ō                                                                             | 29 juin 2014          |
| Le face à face entre Yuya et le mystérieux Reiji (Declan) pour le contrôle de l'Ecole You Show va commencer. Un objectif dont Reiji se moque bien car lui veut seulement percer le secret du Pendule. Avec le calme et la froideur d'un glacier, Reiji invoque dès son premier tour le monstre Fusion « DDD Gengis, Roi des Flammes » bien que cela lui coûtera 3000 Points de Vie au tour suivant. Quand Yuya attaque, Reiji active un autre Contrat des Ténèbres, ce qui mettra fin au duel aussitôt son tour venu. Mais Reiji arrive à se protéger des effets de ses cartes et à garder ses Points de Vie intacts, puis avoue être fan du père de Yuya et avoir toujours rêver de se mesurer à sa philosophie de duel. Il affirme ensuite ne plus se modérer, et tient parole : durant son second tour, il invoque le monstre Synchro "DDD Alexandre, Roi des Rafales" puis le monstre XYZ "DDD César, Roi des Vagues", montrant qu'il n'est pas le duelliste suprême de l'Institut Léo pour rien. Il se retrouve avec trois monstres très puissants et la possibilité de clore le combat en un tour... |                                                 | |                       |
| 13 | Un duel plein de surprises                      | 魔導賢者ガリレイ、ケプラー Madō Kenja Garirei & Kepurā                                                        | 6 juillet 2014        |
| Le duel entre Yuya et Reiji pour déterminer l'avenir de l'Ecole You Show continue. Yuya exécute une invocation Pendule et réussit à reprendre l'avantage en détruisant tous les monstres de Reiji en un tour mais ce dernier utilise la capacité spéciale de son monstre Xyz pour les faire revenir tous les trois. Reiji exécute alors une invocation Pendule et invoque trois monstres avec 3000 points d'attaque devant tout le monde, tous choqués, en particulier Yuya. Yuya continue cependant de lutter pour sauver son école. Alors qu'il s'agit du tour de Reiji, un problème avec les échelles Pendules survient et les monstres Pendules de Reiji sont automatiquement détruits. Reiji annonce alors à Yuya qu'il est sur le point de faire évoluer l'invocation Pendule. Pile à ce moment-là, Reiji est interrompu pour une urgence et décide donc d'interrompre le duel. Juste avant que Reiji ne parte, Yuya lui demande ce qu'il voulait dire par "faire évoluer l'invocation Pendule". Reiji lui répond alors qu'il le découvrira très bientôt, et s'en va. |                                                 | |                       |
| 14 | Le spectacle doit continuer                     | 熱血！！修造劇場 Nekketsu!! ︎Shūzō Gekijō                                                                      | 13 juillet 2014       |
| Le forfait de Reiji fait de Yuya le vainqueur du duel, donc du tournoi, et l'Institut Léo doit renoncer à mettre la main sur l'Ecole You Show. Mais était-ce encore nécessaire maintenant que l'Institut peut produire ses propres prototypes de monstres Pendule, et que Reiji croit savoir comment faire évoluer cette technique ? Avant cela, un problème plus urgent requiert son attention : l'un des professeurs de l'Institut a disparu au moment où leurs ordinateurs détectaient un très puissant monstre XYZ. Pendant ce temps, les élèves de You Show sont à la fête, sauf Yuya qui est à la fois furieux et découragé qu'un autre que lui maîtrise l'Invocation Pendule. Déçu par sa réaction, Shuzo Higari (Skip Boyle), le père de Yuzu, le défie en duel sur le terrain favori de Yusho Sakaki afin de lui redonner goût au duel artistique. Il commence par invoquer 3 monstres en un tour et met la pression à Yuya en imitant le style de Yusho mais Yuya, bien qu'il en ait l'opportunité, reste sourd à ses paroles et refuse de faire une Invocation Pendule. Profitant de cela, Shuro utilise un sort pour lui voler ses Magiciens et c'est lui qui lance une Invocation Pendule. Tout en jouant, il raconte à Yuya comment son père a été le pionnier des Duels artistiques, tout comme Yuya est le pionnier de l'Invocation Pendule, et lui dit qu'il faut accepter que les autres suivent son exemple. Yuya comprend enfin et gagne le duel.                                                   |                                                 | |                       |
| 15 | Le Championnat Junior                           | 目指せジュニアユース選手権！！ Mezase Junia Yūsu Senshuken!!                                                  | 20 juillet 2014       |
| Après avoir reçu un défi de la part de Sawatari, Yuya se rend compte qu'il n'est pas encore qualifié pour le championnat de la ligue Arc Junior, qui permettait à son vainqueur de devenir un duelliste Pro. Pour arranger cela, il lui faudrait gagner encore 4 combats mais personne à l'école ne veut l'affronter à cause de ses cartes Pendule ou de sa victoire contre La Masse. Or il ne peut affronter ses jeunes amis car ils sont à l'école primaire ou contre Yuzu parce qu'elle s'est qualifiée de justesse et que perdre face à Yuya la disqualifierait. D'ailleurs, les paroles de Yuya sur le dépassement de soi convainquent Yuzu d'aller s’entraîner. Pendant ce temps, Yuya s'entretient avec Nico Smiley (l'ancien manager de Strong Ishijima) pour qu'il lui trouve ses 4 adversaires, Masumi enquête sur la disparation de son professeur M. Marco et "M. Mystère", l'individu masqué ressemblant à Yuya, refait son apparition. Alors que Sora enseigne la Fusion à Yuzu, l'inconnu les observe mais est repéré et Sora lui fait face, prêt à en découdre, lorsque Masumi arrive à son tour et le menace pour savoir la vérité sur Marco. L'individu fuit alors en se servant du bracelet de Yuzu, comme l'a fois précédente, et une nouvelle fois Yuya débarque l'instant d'après, semant à nouveau le doute dans l'esprit de la jeune fille. Alors que la nuit tombe, un nouvel individu étrange semble observer le QG de l'Institut Léo aux rayons X...                                         |                                                 | |                       |
| 16 | La cuisine infernale - Partie 1                 | 天才料理人「茂古田未知夫」 Tensai Ryōrijin "Mokota Michio"                                                    | 27 juillet 2014       |
| Nico Smiley a trouvé 4 adversaires que Yuya doit affronter en duel et battre pour se qualifier au championnat de la Ligue Arc Junior. Le premier duelliste que Yuya doit affronter est Michio Makota (Reed Pepper), un jeune et célèbre cuisinier connu pour ses recettes de cuisine parfaites. Yuya prend vite l'avantage mais cela est de courte durée car cela fait partie de la stratégie de Michio qui consiste à invoquer des monstres très puissants et d'infliger à Yuya des points de dommages. Yuya essaie de retourner la situation en faisant une invocation Pendule mais cela ne fait qu'empirer les choses. Yuya se demande alors s'il existe un moyen de battre la stratégie parfaite et sans faille de Michio. Pendant ce temps, Yuzu assiste aux duels de qualification de Sora pour mieux comprendre comment fonctionne l'invocation Fusion. |                                                 | |                       |
| 17 | La cuisine infernale - Partie 2                 | 豪快披露！！ 満腹全席！ Gōkai Hirō!! Manpuku Zenseki!                                                         | 3 août 2014           |
| Yuzu continue d'observer les duels de qualification de Sora pour mieux comprendre le fonctionnement de l'invocation Fusion. Pendant ce temps, le duel entre Yuya et Michio continue mais Yuya se retrouve rapidement à court de forces car il n'a pas mangé au petit-déjeuner. Sa mère arrive et lui donne un pancake dans lequel elle a ajouté une recette de Michio. Yuya retrouve alors ses forces et a trouvé une idée pour gagner le duel. La modification de la recette par la mère de Yuya dérange Michio qui décide de poursuivre sa stratégie parfaite et laisse Yuya dans une situation critique. Pour gagner le duel, Yuya va prouver à Michio qu'il faut parfois ajouter quelque chose à ce que l'on peut trouver de parfait pour réussir ses objectifs. Dans son cas, Yuya décide d'ajouter de la chance à sa stratégie pour gagner contre Michio... |                                                 | |                       |
| 18 | Piégé dans une carte                            | 反逆の2つの影 Hangyaku no Futatsu no Kage                                                                     | 10 août 2014          |
| Alors que Reiji continue son enquête sur Yuya et les différents événements étranges qui ont lieu, Yuzu continue son apprentissage de l'invocation Fusion mais elle reste perturbée par les visions qu'elle a sur M. Mystère. Le lendemain, Reiji reçoit des cartes dont sont enfermés à l'intérieur le professeur Marco et Herc, un autre employé de l'Institut Léo. Reiji demande alors au père de Sawatari de ne pas agir tant que l'Institut Léo n'a pas terminé son enquête. En ville, le père de Sawatari poursuit Yuya pour le faire arrêter mais ils sont interrompus par un autre individu masqué qui provoque en duel des membres de l'Institut Léo. Malgré le fait qu'il n'y ait pas de système ARC, les ondes de choc du monstre de l'individu masqué sont tellement réelles et puissantes que Yuya est projeté violemment contre le mur et perd connaissance. Yuya est réveillé par Nico Smiley et explique ce qu'il s'est passé mais Nico pense qu'il a rêvé étant donné que Yuya n'a pas dormi la nuit précédente. Yuya et Nico quittent donc la ruelle et se rendent vers le lieu du prochain duel de Yuya. |                                                 | |                       |
| 19 | Le piège du quiz - Première partie              | 知識の宇宙!! 九庵堂栄太 Chishiki no Uchū!! Kyūandō Eita                                                       | 17 août 2014          |
| Yuya doit encore gagner 3 duels pour se qualifier pour le championnat de la Ligue Arc Junior. Le deuxième duelliste qu'il doit affronter n'est autre que Eita (Pierre Le Supérieur), célèbre pour son incroyable intelligence. Ce duel ne va pas être de tout repos pour Yuya car le deck de Pierre et les cartes Actions sont toutes basées sur les quiz et s'il répond mal, Yuya subira des points de dommages. Après que Eita (Pierre) soit tombé sur de bons thèmes et Yuya sur les thèmes dont ce sont ses points faibles, Yuya ne dispose plus que de 800 points de vie alors que Pierre en a 5800. Yuya se rend compte qu'il est dans une situation extrêmement critique. |                                                 | |                       |
| 20 | Le piège du quiz - Deuxième partie              | 難問!? アタックデュエルクイズ!! Nanmon!? Atakku Dueru Kuizu!!                                                 | 24 août 2014          |
| Yuya et Eita se retrouvent dans un nouveau Champ d'Action à cause d'une carte Action jouée par Eita. Dans ce nouveau Champ d'Action, Yuya et Eita gagneront ou perdront des points de vie en fonction de leurs réponses aux questions posées. De retour dans le Champ d'Action d'origine, la situation pour Yuya est encore plus critique qu'elle ne l'était auparavant car Yuya et Eita ont une différence de 6000 points de vie. Les situations dans lesquelles s'est retrouvé Yuya amuse beaucoup le public et cela redonne confiance à Yuya pour la suite du duel. Yuya réalise donc une invocation Pendule et est bien déterminé à répondre aux questions qui vont lui être posées à une condition : il va tirer profit de ses mauvaises réponses pour reprendre l'avantage dans le duel... |                                                 | |                       |
| 21 | Stupéfaction                                    | ペンデュラムのその先に Pendyuramu no Sono Saki ni                                                             | 31 août 2014          |
| Grâce au matériel et aux tests effectués par l'Institut Léo, Reiji est en mesure de réaliser correctement des invocations Pendules mais les cartes créées par l'Institut Léo sont encore loin d'être mises en circulation car elles n'ont pas un pouvoir comparables aux cartes Pendules de Yuya. Alors que Yuya cherche un moyen de faire évoluer sa technique Pendule, Yuzu continue d'observer les duels de Sora pour finaliser son apprentissage de l'invocation Fusion. De leur côté, Masumi, Yaiba et Hokuto poursuivent leur enquête sur les événements étranges qui se sont produits dernièrement. Gongenzaka se rend à l'Institut Léo et demande à Yaiba de lui rendre un service. Masumi rejoint Yuzu et alors qu'elles sont toutes les deux sur le point de s'affronter en duel car Masumi croit que Yuzu protège M. Mystère, elles sont rejointes par les deux individus masqués. On apprend alors que M. Mystère s'appelle en réalité Ute (Yuto) et que l'autre individu masqué est son complice et qu'il s'appelle Shun Kurosaki (Shay Obsidian). Kurosaki voit Yuzu et croit qu'il s'agit d'une autre fille qui s'appelle Ruri (Lulu). Alors que Yuya, Yaiba et Hokuto sont sur le point de rejoindre Yuzu et Masumi, le bracelet de Yuzu se met à briller et s'est alors que Yuto et Kurosaki disparaissent. |                                                 | |                       |
| 22 | Rendez-vous avec le destin, 1re partie          | 占い少女 方中ミエル Uranai Shōjo Hōchun Mieru ("Mieru Hochun, la voyante")                                    | 7 septembre 2014      |
| C'est le jour du 3e duel organisé par Nico pour Yuya et cette fois Yuya va devoir affronter Mieru Hochun (Aura Sentia), une duelliste voyante. Quant à Mieru, elle va utiliser lors du duel son deck divinatoire pour déterminer l'avenir de Yuya et savoir aussi si Yuya est son âme sœur. Le duel à peine commencé, Yuya est déjà troublé par les dons de voyance de Mieru car elle prédit toutes les actions de Yuya. Mieru invoque un monstre Rituel très puissant et met Yuya dans une situation difficile. Yuya décide donc de riposter avec une invocation Pendule en invoquant 5 monstres d'un seul coup. Mieru profite de l'invocation Pendule pour déterminer l'avenir de Yuya grâce à l'emplacement des monstres sur le terrain de Yuya. Aura prédit alors qu'il va subir un énorme échec suivi d'une plongée dans les ténèbres et que sa vie va être en danger s'il continue le duel. Yuya promet de changer cette prédiction mais comment Yuya peut-il gagner contre Mieru alors qu'elle sait à l'avance quel coup Yuya va jouer alors que lui-même ne le sait pas ? |                                                 | |                       |
| 23 | Rendez-vous avec le destin, 2e partie           | 秘術の眼 Hijutsu no Manako                                                                                    | 14 septembre 2014     |
| Le duel entre Mieru et Yuya continue mais Yuya se retrouve en mauvaise posture car il lui reste peu de points de vie, tous les monstres sur son terrain sont bloqués en mode défense et il n'a plus de cartes en main. D'après Mieru, le destin de Yuya est déterminé depuis le début du duel et lui conseille d'abandonner le duel car cela peut être dangereux pour lui. Mieru fait son possible pour empêcher Yuya de jouer mais ce dernier continue de se battre. Pendant ce temps, Sora a réussi à gagner ses 6 duels consécutifs et s'est qualifié pour le championnat. Yuzu et Sora décident donc d'aller voir le duel de Yuya et de l'encourager. Yuya, lui, se retrouve dans une situation critique et l'issue du duel repose sur la carte qu'il va piocher. Yuya commence son tour et pioche une carte qui ne fait pas du tout partie de son deck. Tout à coup, Yuya a la vision d'un monstre. À ce moment-là, Sora et Yuzu arrivent et observent le duel. Yuya vient donc de comprendre qu'il peut faire évoluer sa technique Pendule. Yuya joue et réussit à faire évoluer sa technique Pendule. Tout le monde est stupéfait par le nouveau pouvoir créé par Yuya... |                                                 | |                       |
| 24 | Des jours meilleurs                             | 反逆の翼 レイド・ラプターズ Hangyaku no Tsubasa - Reido Raputāzu                                              | 21 septembre 2014     |
| Masumi, Hokuto et Yaiba travaillent désormais temporairement pour l'Institut Léo en tant qu'enquêteurs pour retrouver Kurosaki. Peu de temps après, ils finissent par le retrouver. Après avoir avoué qu'il est responsable des attaques lancées sur les membres de l'Institut Léo et d'avoir enfermé leurs âmes dans des cartes, Kurosaki décide d'affronter Masumi, Hokuto et Yaiba dans un duel à trois contre un. Pendant ce temps, Ute explique à Yuzu pourquoi lui et Kurosaki agissent comme ils le font. |                                                 | |                       |
| 25 | Duel entre amis : 1re partie                    | 不動の覚悟！！権現坂昇 Fudō no Kakugo!! Gongenzaka Noboru                                                     | 28 septembre 2014     |
| Après le duel qui a opposé Kurosaki face à Masumi, Hokuto et Yaiba, Reiji débarque et passe un marché avec Kurosaki. Yuya n'est plus qu'à une victoire de la qualification pour le championnat de Ligue Arc Junior et son dernier adversaire n'est autre que son meilleur ami, Gongenzaka. Cependant, Yuya devra affronter Gongenzaka sans le soutien de ses amis et de ses proches. Ce que Yuya ne sait pas, c'est que ses amis et ses proches regardent son duel via un ordinateur dans une salle à part non loin d'où se déroule le duel. Le duel à peine commencé, Yuya se rend compte que le duel risque d'être très intense car chacun n'est plus qu'à une victoire de la qualification et chacun donne tout ce qu'il a pour battre l'autre. Alors que c'est son tour, à la surprise générale, Gongenzaka effectue une invocation Synchro. |                                                 | |                       |
| 26 | Duel entre amis : 2e partie                     | 新たな地平超重荒神 スサノ―O Aratana Chihei Chōjū Kōjin Susanoō                                                | 5 octobre 2014        |
| Tout le monde est surpris de voir que Gongenzaka a effectué une invocation Synchro. Gongenzaka explique alors qu'il a demandé à Yaiba de lui enseigner l'invocation Synchro pas seulement pour gagner, mais aussi pour faire évoluer le style de jeu Supralourd. À la suite de l'explication de Gongenzaka, tout devient clair pour Yuya : si Gongenzaka veut battre Yuya avec sa nouvelle technique, Yuya va devoir le faire aussi. Yuya et sa nouvelle technique de Fusion Pendule seront-ils assez forts pour battre Gongenzaka et son nouveau style de jeu Supralourd associé à l'invocation Synchro ? |                                                 | |                       |
| 27 | Coup d'envoi du championnat !                   | 開幕！！舞網チャンピオンシップ Kaimaku!! Maiami Chanpionshippu                                                | 12 octobre 2014       |
| Yuya a gagné son dernier duel de qualification face à Gongenzaka et est qualifié pour la Ligue Arc Junior du Championnat. Yuya, Yuzu et Sora sont donc qualifiés pour la Ligue Arc Junior. Quant à Tatsuya (Taté), Ayu (Allie) et Futoshi (Frédéric), ils sont qualifiés pour la Ligue Arc Poussin du Championnat. Arrivés au stade du Championnat, Yuzu et les autres cherchent Yuya car il a disparu mais ce dernier les rejoint très rapidement. Yuya apprend aussi que Gongenzaka a réussi à se qualifier juste à temps pour la Ligue Arc Junior et est heureux pour lui. Lors de la cérémonie d'ouverture du Championnat, Yuya est désigné pour faire le "Serment du duelliste". Malgré un début catastrophique à cause du stress, Yuya réussit à reprendre son calme et énonce un très beau discours. Il est alors applaudi par le public entier et même par Reiji Juste après, les duels sont alors déterminés : Yuya contre Sawatari, Yuzu contre Masumi, Gongenzaka contre Gen Ankokuji (Grizzlepike), Sora contre Shun Kurosaki (Shay Obsidian). C'est Futoshi (Frédéric) qui inaugure le Championnat en commençant le premier duel de la Ligue Arc Poussin. |                                                 | |                       |
| 28 | Allie VS Riley                                  | アユのエンタメ水族館（アクアリウム） Ayu no Entame Akuariumu                                                  | 19 octobre 2014       |
| Dans la Ligue Arc Poussin, Futoshi (Frédéric) a gagné son duel et s'est qualifié pour le prochain tour. C'est à présent au tour d'Ayu (Allie) d'affronter Layra (Riley), le petit frère de Reiji (Declan). Le duel à peine commencé, Layra semble timide et réservé et Ayu est bien déterminée à gagner le duel. |                                                 | |                       |
| 29 | Les Ennemies de la Fusion                       | 融合する音姫! Yūgōsuru Otohime!                                                                               | 26 octobre 2014       |
| Après le duel d'Ayu dans la Ligue Arc Poussin, c'est au tour de Yuzu d'affronter Masumi dans la Ligue Arc Junior. C'est aussi l'occasion pour Yuzu de prendre sa revanche à la suite de sa défaite contre Masumi lors de leur premier duel. Ce duel permettra également à Yuzu de savoir si l'apprentissage que lui a fourni Sora sur l'invocation Fusion a été bénéfique. |                                                 | |                       |
| 30 | Le Gong de la victoire                          | 試される不動の心 Tamesareru Fudō no Kokoro                                                                    | 2 novembre 2014       |
| Yuya est prêt à assister au premier duel de Gonganzaka dans la Ligue Arc Junior mais il est obligé de partir à la poursuite de celui qui a volé la ceinture fétiche de Gongenzaka. De son côté, Gongenzaka commence son duel intense face à Gen Ankokuji et ce dernier informe Gongenzaka que Yuya est tombé dans le piège que lui a tendu Gen Ankokuji afin de l'éloigner. Yuya, après avoir rattrapé le "voleur", se rend compte qu'il est tombé dans un piège et est provoqué en duel pour récupérer la ceinture fétiche de Gongenzaka... |                                                 | |                       |
| 31 | Le pendule se balance des deux côtés - Partie 1 | 唸る旋風 妖仙ロスト・トルネード！ Unaru Senpū Yōsen Rosuto Torunēdo!                                          | 9 novembre 2014       |
| C'est désormais au tour de Yuya d'affronter Sawatari en duel dans la Ligue Arc Junior du Championnat. Après tout ce qu'il a subi, Sawatari a bien l'intention de faire payer Yuya même si ce dernier n'est pas responsable de ce qu'il s'est passé ! Pour cela, Sawatari compte bien utiliser des nouvelles Cartes Pendules qu'il a lui-même obtenues... |                                                 | |                       |
| 32 | Le pendule se balance des deux côtés - Partie 2 | 熱戦！エンタメデュエルショー Nessen! Entame Dueru Shō                                                         | 16 novembre 2014      |
| Le duel entre Yuya et Sawatari continue. Cependant, Yuya se retrouve dans une situation délicate car la plupart de ses cartes retournent dans son deck à la fin de chaque tour à cause de la combo et des Cartes Pendules de Sawatari ! Malgré cette situation, Yuya n'est pas prêt d'abandonner et va donner tout ce qu'il a pour divertir le public et battre Sawatari. |                                                 | |                       |
| 33 | C'est du sérieux - Partie 1                     | 未来都市ハートランド Mirai Toshi Hātorando ("Heartland, la ville du futur")                                   | 23 novembre 2014      |
| Après la victoire de Yuya contre Sawatari, c'est au tour de Sora d'affronter Kurosaki (Shay) dans la Ligue Arc Junior. Juste avant le duel, Kurosaki est surpris par le Champ d'Action sélectionné pour le duel par le système ARC. Pendant le duel, Kurosaki utilise son monstre XYZ "Raidraptor - Faucon Montant" pour détruire le monstre Fusion "Ours Frourreur" de Sora. La tension monte alors entre les deux duellistes. Sora décide donc d'élever le niveau du duel et prend alors un sourire assez inquiétant... |                                                 | |                       |
| 34 | Se montrer à la hauteur - Partie 2              | 結合魔獣vs進化かする隼 Ketsugō Majū VS Shinka-suru Hayabusa                                                   | 30 novembre 2014      |
| Le duel entre Sora et Kurosaki continue et la tension entre les deux duellistes devient de plus en plus vive. Sora et Kurosaki s'affrontent désormais dans un duel intense où chacun donne tout ce qu'il a car les dégâts occasionnés lors du duel deviennent bel et bien réels ! Yuya, Yuzu, Gongenzaka et les autres ainsi que le public deviennent inquiets lorsqu'ils voient que les dégâts sont bien réels mais aussi par le brusque changement de comportement de Kurosaki et Sora... Remarque : Malgré le fait que le titre de cet épisode soit différent de l'épisode 33, cet épisode est bel et bien la suite de l'épisode précédent. |                                                 | |                       |
| 35 | Les secrets de Sora : 1re partie                | アカデミアとレジスタンス Akademia to Rejisutansu ("Academia et la Résistance")                                | 14 décembre 2014      |
| Sora a perdu son duel contre Kurosaki et à cause des dégâts qu'il a reçus lors du duel, il se retrouve hospitalisé à l'Institut Léo, complètement épuisé. Le soir, alors que Yuya, Yuzu et Gongenzaka commencent à trouver un lien entre Sora, Ute et Kurosaki. Ute pénètre dans la chambre de Sora et ce dernier se réveille. C'est alors que Sora se met à poursuivre Ute à travers la ville, le retrouve et le provoque en duel. Yuya, qui a appris que Sora s'est échappé, part à sa recherche puis le retrouve pendant que Sora affronte Ute. Yuya, qui en a assez de voir Sora en difficulté et de recevoir de véritables dommages, décide d'entrer dans le duel... |                                                 | |                       |
| 36 | Les secrets de Sora : 2de partie                | 共鳴する竜 Kyōmei Suru Ryū ("La Résonance des dragons")                                                       | 21 décembre 2014      |
| Yuya entre dans le duel de Sora et Ute et se transforme donc en Bataille Royale. Yuya invoque très rapidement son fameux "Dragon Pendule aux Yeux Impairs" et une résonance se produit entre le dragon de Yuya et le "Dragon XYZ de la Rébellion des Ténèbres" de Ute, comme si les dragons s’appelaient l'un l'autre. Pendant le duel, Yuya apprend qu'il existe plusieurs dimensions et que Ute, Kurosaki et Sora ne sont pas de la dimension de Yuya. Alors qu'il s'agit de son tour, Sora disparaît mystérieusement contre sa volonté et le duel est donc interrompu. Ute explique alors à Yuya qu'il existe quatre dimensions : la dimension Standard, représentant la Terre, là où vivent Yuya et ses amis ; la dimension XYZ d'où viennent Ute et Kurosaki ; la dimension Fusion d'où vient Sora et enfin la dimension Synchro. Ute explique également à Yuya que la dimension Fusion a envahi la dimension XYZ. Reiji, qui observe la conversion via les caméras de surveillance, dit qu'il s'agit de l'œuvre de Léo Akaba, le père de Reiji. C'est alors qu'un duelliste avec un Duel Runner apparaît devant Yuya et Ute. Yuya est donc surpris de voir qu'il n'y a pas un duelliste qui lui ressemble, mais deux... |                                                 | |                       |
| 37 | Yugo contre Yuto                                | 動き出す運命 Ugokidasu Unmei ("le destin en marche")                                                          | 28 décembre 2014      |
| Le duelliste qui vient de faire son apparition avec son Duel Runner devant Yuya et Ute s'appelle Hugo (Yugo). Ce dernier reconnait Ute et le provoque en duel. C'est alors un duel surprenant qui commence : Ute affronte Hugo qui livre le duel sur son Duel Runner ! Yuya observe donc un combat entre les monstres XYZ de Ute et les monstres Synchro d'Hugo. À plusieurs reprises, Yuya essaie de venir en aide à Ute mais ce dernier l'en empêche. Hugo invoque son monstre "Dragon Synchro de l'Aile Claire" puis Ute son "Dragon XYZ de la Rébellion des Ténèbres" et c'est ainsi que commence l'intense combat entre les deux duellistes et leurs dragons. Ute a perdu son duel contre Hugo mais Yuto a réussi à protéger Yuya de l'attaque du dragon d'Hugo. Avant de disparaître, Ute donne à Yuya son "Dragon XYZ de la Rébellion des Ténèbres" et lui demande de faire son possible pour faire sourire les gens lors des duels grâce à son pouvoir. Quelques instants après, Yuzu retrouve Yuya tombant à terre et perdant connaissance ... |                                                 | |                       |
| 38 | Les dimensions parallèles                       | 4つの次元 Yottsu no Jigen ("les 4 dimensions")                                                                | 11 janvier 2015       |
| Deux jours plus tard, Yuya ne s'est toujours pas réveillé mais Yoko est convaincue qu'il va bientôt se réveiller car Yuya n'est pas du genre à abandonner. Peu de temps après, Yuya se réveille et raconte à Yuzu ce que lui a dit Ute sur les différentes dimensions. De plus, Yuya et Yuzu ne comprennent pas pourquoi des personnes d'autres dimensions leur ressemble et veulent tous les deux parler à Kurosaki pour comprendre ce qu'il se passe réellement. Dans la suite du tournoi, alors que c'est au tour de Yaiba d'affronter Isao Kachidoki (Iggy Arlo), Yuya et tous les autres sont horrifiés par la façon dont Isao bat Yaiba sans aucune pitié. Yuya perd son sang-froid devant une telle violence puis apprend que c'est lui qui affrontera Isao lors de son prochain duel... |                                                 | |                       |
| 39 | Le réveil de la colère Impériale                | 逆鱗の覚醒 Gekirin no Kakusei ("le réveil de la colère")                                                      | 18 janvier 2015       |
| C'est au tour de Yuya d'affronter Isao Kachidoki mais Yuzu et les autres sont très inquiets pour Yuya après avoir vu comment Isao a battu Yaiba. Le duel commence et comme prévu, Isao utilise des coups bas et la violence pour mettre Yuya en grande difficulté mais aussi pour dérober toutes les Cartes Actions que convoite Yuya ! Alors qu'il se retrouve au bord de la défaite, Yuya réussit à revenir dans la partie mais quelque chose d'étrange se produit avec lui : l'esprit de Ute fusionne avec celui de Yuya, ses yeux deviennent rouges vif, il se comporte bizarrement et affronte Isao sans aucune pitié. C'est comme si Yuya était possédé par une force maléfique... |                                                 | |                       |
| 40 | Les guerriers furtifs                           | アカデミアの戦士 Akademia No Senshi ("le Guerrier d'Academia")                                                | 25 janvier 2015       |
| Yuya a peut-être gagné son duel contre Isao mais les amis de Yuya et le public restent totalement silencieux et stupéfaits par la manière dont Yuya a terminé le duel. Juste après cela, les yeux de Yuya redeviennent normaux. Alors que le tournoi continue avec Yuzu qui affronte Mikiyo Nanami (Micky Starlette), Yuya se pose des questions sur la fin de son duel contre Isao. Pendant ce temps, Reiji enquête sur l'apparition d'une mystérieuse fille, la retrouve et va devoir affronter en duel Barrett, son garde du corps... |                                                 | |                       |
| 41 | Prêt pour le combat                             | 野望の地 デュエルアカデミア Yabō no Chi - Dyueru Akademia ("La Terre de l'ambition Duel Academia")            | 1er février 2015      |
| Reiji a gagné son duel contre Barrett. On apprend alors que Reiji a déjà rencontré la mystérieuse fille trois ans plus tôt et qu'elle s'appelle Serena (Céline). Reiji et Serena discutent donc de ce qu'il s'est passé à l'Académie de Duel de la dimension Fusion lorsque Reiji s'y est retrouvé : comment Reiji a sauvé Serena alors qu'elle tentait de s'échapper et on voit pour la première fois Léo Akaba, le père de Reiji et directeur de l'Académie de Duel de la dimension Fusion. Pendant ce temps là, Yuya et les autres découvrent les 16 duellistes qui participeront à la prochaine phase du championnat. Parallèlement, dans la dimension Fusion, Léo Akaba autorise Sora à retourner dans la dimension Standard afin de retrouver et ramener Serena dans la dimension Fusion peu importe les moyens utilisés. Le lendemain, c'est une grande surprise qui attend les 16 duellistes restants dans le championnat : ils vont devoir s'affronter... dans une Bataille Royale ! |                                                 | |                       |
| 42 | Champs de bataille                              | バトルロイヤル始動 Batoru Roiyaru Shidō ("La Battle Royale commence")                                         | 8 février 2015        |
| La nouvelle phase du championnat oblige les 16 participants restants à s'affronter dans une Bataille Royale ! Ce n'est pas tout, pendant 24 heures, la ville entière va se transformer en Champ d'Action séparée en 4 zones distinctes où les 16 participants vont s'affronter ! Mais avant de s'affronter, chaque duelliste doit trouver 2 Cartes Pendules qui serviront de mise lors des duels et cela signifie aussi que tout le monde peut désormais effectuer des invocations Pendules ! Pour Reiji, transformer la ville entière en Champ d'Action n'est qu'un prétexte afin de cacher le combat qui va commencer entre les différentes dimensions. De nombreux duels commencent et deviennent de plus en plus intenses surtout lorsque deux duels en 1 contre 1 se rejoignent et se transforment en un duel à 2 contre 2 ! De son côté, alors qu'il est sur le point de perdre son duel qui l'oppose à deux duellistes de l'école d'Isao, Yuya est sauvé de justesse par un autre duelliste qui souhaite se joindre à Yuya pour un duel à 2 contre 2. |                                                 | |                       |
| 43 | Le feu et la glace                              | 華麗なる留学生 「デニス」 Kareinaru Ryūgakusei "Denisu"                                                       | 15 février 2015       |
| Yuya vient d'être sauvé de justesse grâce à l'effet d'une des cartes jouées par Dennis Macfield et ce dernier fait équipe avec Yuya. Cependant, à cause des règles de la Bataille Royale, Dennis reçoit 2000 points de dommages pour avoir rejoint le duel ! Mais cela n'empêche pas Dennis de faire équipe avec Yuya pour affronter les deux élèves de l'école d'Isao qui sont prêts à tout pour se venger de Yuya ! Alors que Yuya et Dennis font équipe dans leur duel, Yuzu et Gongenzaka font équipe pour affronter Halil, un invocateur de monstres Fusion et Olga, une invocatrice de monstres Synchro... |                                                 | |                       |
| 44 | Zones dangereuses                               | 紫雲院素良、襲来！！ Shiun'in Sora, Shūrai!! ("Sora Shiun'in attaque")                                        | 22 février 2015       |
| La Bataille Royale se poursuit et monte en intensité. Alors que Yuzu et Dennis s'affrontent en duel, Yuya retrouve Kurosaki et se demandent mutuellement des explications sur les derniers évènements mais ils sont vite interrompus par d'autres duellistes. Peu de temps après, les gardes de la Force Obelisk font leur apparition dans la Bataille Royale du championnat, obligeant ainsi l'Institut Léo à couper certaines retransmissions de duels et à agir en conséquence. Les Force Obelisk sont des duellistes venant de l'Académie de Duel de la dimension Fusion et sont accompagnés de Sora... |                                                 | |                       |
| 45 | L'assaut de la Garde Obelisk                    | 相克と相生 Sōkoku to Sōjō ("Création et Destruction ")                                                        | 1er mars 2015         |
| La Bataille Royale du championnat continue mais elle est chamboulée par l'invasion des Force Obelisk. Serena, prenant Dennis pour un duelliste de la dimension Xyz, l'affronte en duel et Sora décide de prendre sa revanche en affrontant à nouveau Kurosaki. Pendant ce temps, Yuya voit les Force Obelisk enfermer des duellistes dans des cartes, ravivant alors des souvenirs de Ute et cela plonge Yuya dans une colère noire. Le côté obscur de Yuya est alors réveillé et il décide d'affronter seul 3 Force Obelisk... |                                                 | |                       |
| 46 | La Vengeance du dragon                          | 反逆の覇王黒龍 Hangyaku no Haō Kokuryū (" Le dragon noir suprême de la révolte ")                             | 8 mars 2015           |
| Yuya, toujours contrôlé par son côté obscur, continue d'affronter les 3 Force Obelisk et invoque un tout nouveau monstre, le monstre Xyz Pendule "Dragon de la Rébellion aux Yeux Impairs" et gagne le duel grâce à lui. Juste après le duel, Gongenzaka réussit à retenir Yuya, toujours contrôlé par son côté obscur et demande à Mieru (Aura) de trouver de l'aide. Après avoir trouvé de l'aide auprès de Michio Makota (Reed Pepper), Mieru utilise ses pouvoirs de divination et informe Gongenzaka et Michio qu'une autre âme serait présente dans l'esprit de Yuya et que c'est cette autre âme qui est à l'origine de l'état actuel de Yuya. Pendant ce temps, Yuzu informe Serena de ce qu'il s'est réellement passé lors de l'attaque de la dimension Fusion dans la dimension Xyz et elles élaborent un plan pour que Serena puisse voir Kurosaki. Alors que Dennis observe discrètement Yuzu et Serena, il est rejoint par Joeri (Yuri)... |                                                 | |                       |
| 47 | Crise d'identité                                | 冷たい笑みのユーリ Tsumetai Emi no Yūri ("Joeri et son sourire glaciale")                                     | 15 mars 2015          |
| La bataille contre les Force Obelisk qui ont envahi la Bataille Royale commence à s'intensifier. Joeri provoque Yuzu en duel, Hugo vient en aide aux duellistes engagés par Reiji et Yuya commence à douter de lui par rapport à l'autre présence dans son esprit. Pendant ce temps, Sawatari rejoint Reiji et lui demande pourquoi la diffusion de la Bataille Royale est complètement interrompue. Reiji propose donc à Sawatari de voir par lui-même ce qu'il se passe en lui permettant de rejoindre la Bataille Royale. Alors que Yuzu est sur le point de se retrouver bloquée par Joeri, son bracelet se met à briller, Joeri disparaît et Yuzu est rejointe par Hugo. De leur côté, Yuya et Gongenzaka apprennent de la part de Dennis où se trouve Yuzu et partent la rejoindre. Alors que Yuzu et Hugo sont en train de parler, le bracelet de Yuzu se met à nouveau à briller et ils disparaissent tous les deux. Quelques secondes après, Yuya et Gongenzaka arrivent mais ne retrouvent pas Yuzu. Quand Serena arrive sur le lieu où se déroule le duel entre Kurosaki et Sora, elle est surprise de voir que Kurosaki vient de perdre son duel face à Sora... |                                                 | |                       |
| 48 | Premières lignes                                | 手負いの年 Teoi no Hayabusa ("Le faucon blessé")                                                              | 22 mars 2015          |
| La finale du championnat de la Ligue Arc Poussin opposant Layra (Riley) et Tatsuya (Taté) commence. Pendant ce temps, Serena vient en aide à Kurosaki qui est blessé à la suite de sa défaite et réussissent tous les deux à échapper à Sora. Peu de temps après, tout le monde se retrouve dans la zone Volcan de la Bataille Royale : Yuya, Gongenzaka, Serena, Kurosaki et d'autres duellistes viennent les aider pour faire face à Sora et aux Force Obelisk. Malheureusement, certains duellistes aidant Yuya et ses amis perdent et sont transformés en cartes. Le fait de voir certains de ses amis se transformer en cartes réveille à nouveau le côté obscur de Yuya. Alors que son côté obscur essaie de prendre à nouveau le contrôle de son esprit, Yuya se rappelle les dernières paroles que lui a dites Ute sur le fait de faire sourire lors des duels et il parvient à prendre le dessus sur son côté obscur. Yuya décide donc d'affronter Sora en duel... |                                                 | |                       |
| 49 | Un duel pour s'amuser                           | デュエルで笑顔を Dyueru de Egao o ("faire sourire grâce au Duel")                                             | 29 mars 2015          |
| Alors que la finale du championnat de la Ligue Arc Poussin se termine avec la victoire de Layra, les amis de Yuya affrontent les dangereux Force Obelisk et Yuya affronte Sora en duel. Sora veut prendre sa revanche contre Yuya et ce dernier est prêt à tout pour ramener Sora à la raison. Alors que le duel qui oppose Yuya et Sora continue, les 24 heures de la Bataille Royale arrivent à leur terme et la Bataille Royale s'achève. Le duel entre Yuya et Sora n'ayant pu être terminé, Sora repart dans la dimension Fusion. Yuya et les autres sont alors rejoints par Reiji et on apprend de la part de Sawatari et Reiji que la Bataille Royale n'était qu'un test afin de constituer un groupe d'excellents duellistes qui traversera avec Reiji les dimensions afin de les combattre. Ce groupe de duellistes s’appelle "Les Lanciers"... |                                                 | |                       |

### Saison 2
Dans la version originale, plusieurs génériques de début et de fin sont disponibles :
- Pour les épisodes 50 à 75 : le générique de début est Unleash de Gekidan Niagara et le générique de fin est Arc of smile de Boys and Men ;
- Pour les épisodes 76 à 98 : le générique de début est Trump card de Cinema staff et le générique de fin est Speaking de Mrs. Green Apple ;
- Pour l'épisode 99 : le générique de début est Light of Hope de Unknown Number et ne possède pas de générique de fin étant donné que l'épisode 99 a été diffusé au Japon sous forme de "double épisode" avec l'épisode 100 même si l'épisode 99 est bel et bien le dernier épisode de la saison 2.

L'intégralité de cette saison a été diffusée en version anglaise (sur les chaînes Teletoon et 9Go!).

En France, cette saison a commencé à être diffusée sur Boing et Toonami. Leur diffusion a pris fin à partir de l'épisode 89. Au Québec, toute la saison a été diffusée.

L'arc de cette saison est intitulé La Dimension Synchro et la Coupe de l'Amitié. Cette saison est composée de 50 épisodes.
| No | Titre de l’épisode en français        | Titre original de l’épisode | Date de 1re diffusion |
| --- | ------------------------------------- | --- | --------------------- |
| 50 | Duel contre Declan                    | ランサーズ選ばれた戦士 Ransāzu erabareta senshi ("Lancers , les guerriers élus")                                                                                         | 5 avril 2015          |
| Reiji (Declan) explique à ses élus (Yuya, Gongenzaka (Gong), Kurosaki (Shay), Serena (Céline), Tsukikage (le ninja, Moon Shadow), Sawatari (Sylvio) et Dennis, dont ils ne connaissent pas encore la vraie allégeance) le rôle de l'équipe des Lanciers. Fou de rage à cause de ses amis changés en cartes (et croyant Yuzu (Zuzu) aussi dans ce cas), Yuya le défie en Duel. Pendant ce temps, Kurosaki raconte à Serena la vérité sur l'attaque de la Dimension XYZ. |                                       | |                       |
| 51 | Rois contre dragons                   | 反旗を揚げろ オッドアイズ・リベリオン・ドラゴン Hanki o Agero, Oddo-Aizu Riberion Doragon ("Hisser l'étendard révolutionnaire "Dragon de la Rébellion aux Yeux Impairs") | 12 avril 2015         |
| Pour pousser Yuya à rejoindre les Lanciers, Reiji excite sa haine envers lui et envers Académia en jouant sur son amour pour Yuzu. Après s'être débarrassé du "Dragon Pendule aux Yeux Runiques" et du "Dragon Pendule aux Yeux Bestiaux" grâce à sa propre Fusion-Pendule, Reiji provoque Yuya (réveillant les souvenirs de Ute (Yuto)), qui répond en jouant le "Dragon XYZ de la Rébellion des Ténèbres". Après l'avoir détruit avec son Pendule-XYZ, Reiji poursuit sur sa lancée et Yuya parvient à invoquer le "Dragon de la Rébellion aux Yeux Impairs", qui surprend même Reiji. Un audacieux combo de Reiji lui permet cependant de renverser la situation et de l'emporter. Il invite malgré tout Yuya à rejoindre les Lanciers. |                                       | |                       |
| 52 | Conseils de parent - 1ère partie      | 蘇る伝説総長！！ Yomigaeru densetsu sōchō!! | 19 avril 2015         |
| Malgré la situation, le Championnat poursuit son cours. Les Lanciers reviennent donc sur le court central pour s'affronter, accompagnés de Mieru (Aura) (qui n'est pas un Lancier). Himeka (Henrietta) intervient alors pour suspendre le tournoi, le temps pour les Lanciers d'accomplir leur mission. Nous profitons au passage de superbes versions mangas de Paris, de Londres, de Moscou et de New York, tandis qu'Himeka explique aux habitants la menace des autres Dimensions, faisant une publicité flatteuse de la LDS au passage. Plus tard, la mère de Yuya emmène les héros dans un vieil entrepôt et révèle avoir eu un passé de bikeuse redoutable ; elle défie alors Yuya en Duel. Entre les échanges de coup, on en apprend plus sur sa jeunesse rebelle, et notamment sa rencontre avec Yusyo (Yusho) Sakaki, qui l'a charmée aussitôt et l'a poussée à se ranger.                                                                      |                                       | |                       |
| 53 | Conseils de parent - 2ème partie      | 笑顔のデュエル 「スマイル・ワールド」 Egao no Dyueru "Sumairo Wārudo" | 26 avril 2015         |
| Le Duel entre Yuya et sa mère, Yoko (dit "l'Etoile Filante", chef de gang de bikeuse), se poursuit, entrecoupés de flashbacks. Le but véritable est de rappeler à Yuya que, même si sauver Yuzu est sa priorité, il doit continuer à livrer des Duels pour faire sourire les gens et croire en l'amitié (vis-à-vis de Sora notamment). Le lendemain, Reiji leur annonce que son petit frère Layra (Riley) fera aussi partie du voyage et que leur première étape est la Dimension Synchro, où se trouve Yuzu et où il espère pouvoir forger des alliances contre Académia. |                                       | |                       |
| 54 | Poursuite en ville                    | シンクロ次元 「シティ」 Shinkuro Jigen "Shiti" (Dimension Synchro "City"")                                                                                               | 3 mai 2015            |
| Yuzu (Zuzu) se réveille à City, ville de la Dimension Synchro. City est sur le même modèle : une ville coupée entre ultra-riches et ultra-pauvres, infestée de policiers à la solde du pouvoir et pourvues d'autoroutes spécifiques aux Duels (car là-bas, les Duelliste s'affrontent dans des Duels Turbos juchés sur des Duels Runners, motos spéciales connectées à leurs Disques de Duel). Yuzu est en compagnie de Hugo (Yugo), qui lui parle d'une autre jeune fille lui rassemblant et qui a disparu elle aussi : Rin, son amie d'enfance. En parlant, ils supposent que les dragons de Yuya, Ute, Hugo et Joeri (Yuri) s'attirent mutuellement et que Léo Akaba cherche à rassembler Yuzu, Ruri (Lulu), Serena et Rin dans un but inconnu. Ils sont alors repérés par une bourgeoise, qui prévient la police car ils n'ont pas le droit de se trouver là. Une course-poursuite s'amorce et un Duel est inévitable.                                |                                       | |                       |
| 55 | Vitesse supérieure !                  | 治安の強制 デュエルチェイサーズ Chian no Kyōsei Dyueru Cheisāzu | 10 mai 2015           |
| Hugo affronte un policier à moto en direct à la télévision. Pendant ce temps, Jean Michel Roget semble calculer ses coups à l'avance. Après avoir pris un petit risque, Hugo n'a aucun mal à vaincre le policier et parvient à échapper au barrage de la Sécurité. Le lendemain, les Lanciers apparaissent dans la partie pauvre de la ville, mais tous ne sont pas au même endroit ! Le groupe de Yuya, Sawatari, Serena et Layra se fait interpeller par des policiers qui les prennent pour Hugo et Yuzu. Serena et Sawatari les défient alors à deux contre deux, sous le regard impuissant de Yuya. |                                       | |                       |
| 56 | Secteur Synchro                       | セキュリティ完全包囲網！！ Sekyuriti Kanzen Hōimō!! | 17 mai 2015           |
| La Sécurité de la ville est confrontée au Duel d'Action, qui affole ses paramètres et intrigue Roget. Sur le terrain, Sawatari se fait écraser en un tour et Yuya prend sa place ; le Tag Duel est séparé en deux affrontements distincts. Yuya commence alors l'une de ses représentations, semant le trouble dans l'esprit étroit de son adversaire. Serena bat son adversaire mais des renforts de police arrive. Yuya dévoile son invocation Pendule mais, avant qu'il ne puisse continuer le combat, un groupe de Duelliste arrive et les enlèvent. Ils sont menés par Crow Hogan. |                                       | |                       |
| 57 | Super duellistes                      | 黒い旋風 クロウ・ホーガン Kuroi Senpū Kurou Hōgan ("Le tourbillon noir ! Crow Hogan")                                                                                    | 24 mai 2015           |
| Pendant que le groupe de Yuya est apparu dans le bidonville, Dennis et Gongenzaka se sont matérialisés dans les beaux quartiers. Du côté de Crow, il invite les héros à déjeuner chez lui. Pour amuser la galerie - et surtout pour empêcher Gongenzaka de retrouver Yuya - Dennis décide d'improviser un "Duel de Superhéros". À la fin, ils sont abordés par Gallager, un manager à l'air louche... |                                       | |                       |
| 58 | L'outsider se rebiffe                 | 闇デュエルへの招待 Yami Dyueru he no Shōtai | 31 mai 2015           |
| Gallagher, qui s'est présenté à Gongenzaka et Dennis, les emmène dans un endroit où se déroulent des duels clandestins. Alors que Gongenzaka souhaite réunir au plus vite les Lanciers, Dennis veut chercher des duellistes puissants qui pourraient s'allier à eux. À leur grande surprise, Gongenzaka et Dennis découvrent que Kurosaki participe à un Turbo Duel clandestin dans ce même endroit, avec le même objectif qu'avait Dennis. Malgré l'objection de Gongenzaka, Dennis décide d'affronter Kurosaki lors d'un Turbo Duel pour savoir lequel des deux doit essayer d'atteindre Jack Atlas ! |                                       | |                       |
| 59 | Le duel le plus recherché             | 地下ライディング・デュエル！！ Chika Raidingu Dyueru!! | 7 juin 2015           |
| Lors de son duel contre Kurosaki, Dennis a utilisé l'invocation Pendule. Après avoir détecté cette invocation Pendule, Jean-Michel Roget, le directeur de la Sécurité Publique, décide de garder un œil sur eux. Pendant ce temps, Layra déprime car cela fait un moment que Reiji n'est plus à ses côtés. Yuya essaie de faire sourire Layra mais une différence d'opinion avec Crow concernant la manière de faire sourire Layra créé une certaine hostilité entre Yuya et Crow. Ils décident donc de s'affronter en duel pour savoir lequel des deux a raison. |                                       | |                       |
| 60 | Confrontation au complexe             | 地獄の沙汰もカード次第 Jigoku no Sata mo Kādo Shidai | 14 juin 2015          |
| Yuya et ses amis ont été capturés par la sécurité publique et sont emmenés dans un endroit qui, selon une rumeur, personne ne ressort une fois entrés. Une fois arrivés dans cet endroit, Yuya et ses amis retrouvent d'autres Lanciers s'y trouvant déjà. Cependant, leurs retrouvailles sont de courte durée lorsque Yuya est provoqué en duel par Chojiro Tokumatsu, un duelliste qui contrôle tous les gardiens de prison et les détenus. |                                       | |                       |
| 61 | La défaite du héros                   | ドローを捨てた男 Dorō o Suteta Otoko | 21 juin 2015          |
| Alors que les détenus de la prison sont en train d'observer le duel qui oppose Yuya à Tokumatsu, Crow explique ce qui est arrivé autrefois à Tokumatsu, expliquant ainsi son comportement. À cause de la terrible combo de Tokumatsu, Yuya se retrouve au bord de la défaite mais il réussit à retourner la situation grâce à son duel spectacle et à faire retrouver le sourire à Tokumatsu. |                                       | |                       |
| 62 | La grande évasion                     | 大エンタメデュエル大会！！ Dai Entamedyueru Taikai!! | 28 juin 2015          |
| Depuis le duel qui a opposé Yuya à Tokumatsu, les détenus de la prison sont actifs et joyeux. Shinji conseille donc à Yuya de participer au "tournoi" qui va avoir lieu dans la prison. Alors que Sawatari et Tokumatsu prépare les choses pour le tournoi, Yuya apprend que Crow et Shinji préparent un plan d'évasion. |                                       | |                       |
| 63 | Un combat pour la liberté             | 捕獲者の王「ゴヨウ・キング」 Hokakusha no ō "Goyou Kingu" | 5 juillet 2015        |
| Yuya et ses amis sont en train de s'échapper de la prison mais en cours de route, ils sont provoqués en duel par les gardiens de sécurité de la prison. Le duel devenant de plus en plus compliqué face aux monstres "Goyo" des gardiens, Yuya et ses amis décident d'unir leurs forces pour venir des gardiens. |                                       | |                       |
| 64 | Face au maître                        | デュエルキング「ジャック・アトラス」 Dyueru kingu "Jakku Atorasu" | 12 juillet 2015       |
| Afin de prouver qu'ils sont venus pour former une alliance avec le conseil d'administration, les Lanciers doivent participer à la Friendship Cup (Coupe de l'Amitié). Par conséquent, Yuya est obligé de se battre en duel dans un match d'exhibition qui se déroulera la nuit précédant le début du tournoi, et son adversaire sera le Roi du Duel, Jack Atlas ! Dans un stade complètement rempli de spectateurs, Yuya se sent perturbé par la présence de Jack, mais il continue de croire en son duel spectacle. |                                       | |                       |
| 65 | L'Histoire d'un traître               | 打ち砕かれたエンタメ Uchikudakareta Entame | 19 juillet 2015       |
| Yuya n'arrête pas de penser à ce que lui a dit Jack lors du match d'exhibition : "Tes Duels ne sont que de l'autosatisfaction !". Peu de temps après, à l'endroit où se déroulera la Friendship Cup, les duellistes sont présentés un par un. De son côté, Yuzu, inquiète pour Yuya après sa défaite contre Jack, est en danger car elle se retrouve encerclée par la sécurité publique ! |                                       | |                       |
| 66 | Crow et sa bande                      | 開幕戦！！クロウVS権現坂 Kaimakusen!! Kurou Bāsasu Gongenzaka | 26 juillet 2015       |
| La Friendship Cup commence enfin et le premier duel du tournoi oppose Crow à Gongenzaka. Cependant, ce duel est difficile à livrer pour les deux duellistes : d'un côté, Crow n'arrive pas à se focaliser sur le duel tellement il est inquiet concernant quelque chose provenant du public et de l'autre, Gongenzaka essaie de redorer l'honneur de Yuya à la suite de sa défaite contre Jack tout en essayant de ne pas tomber tellement qu'il a du mal à utiliser son Duel Runner ! |                                       | |                       |
| 67 | Riley se révèle                       | シティの光と影 Shiti no Hikari to Kage | 2 août 2015           |
| Le prochain duel de la Friendship Cup opposera Layra à Shinji mais Layra refuse d'affronter Shinji. Reiji trouve donc une solution à ce problème en remplaçant Layra par Tsukikage. Pendant ce temps, Tokumatsu parvient à entrer dans la chambre de Yuya pour l'informer de la sinistre rumeur concernant ceux qui perdent leur duel lors du tournoi... |                                       | |                       |
| 68 | La révolte des Ordinaires             | Ｂ・Ｆ(ビー・フォース)一斉蜂起 Bī Fōsu Issei Hōki | 9 août 2015           |
| Le duel qui oppose Shinji à Tsukikage commence. Shinji, qui a pour but de modifier le système de "classe" concernant les Tops et les Commons, décide lors du duel de faire appel aux Commons présents dans le public pour créer une sorte de rébellion pour mener à bien son but. Shinji est prêt à tout pour créer une rébellion des Commons lors de la Friendship Cup pour modifier ce système de "classe" entre Tops et Commons... |                                       | |                       |
| 69 | Un concert d'attaques                 | 疾走するディーバ Shissōsuru Dība | 16 août 2015          |
| Après avoir passé plusieurs années dans l'ombre, Tokumatsu fait son grand retour lors de la Friendship Cup et son premier adversaire est Yuzu ! Pour Yuzu et Tokumatsu, le duel est très compliqué à livrer car ils ont du mal à diriger leur Duel Runner ! Lors de ce duel, Yuzu veut faire passer un message à Yuya. Pendant ce temps-là, Yuya regarde le duel de Yuzu et Tokumatsu avec la télévision de sa chambre. |                                       | |                       |
| 70 | Le don du cran                        | 届かぬ叫び Todokanu Sakebi | 23 août 2015          |
| Le dernier duel du premier jour de la Friendship Cup oppose Serena à un certain Tony et selon les règles, le perdant sera condamné au travail forcé dans l'usine souterraine. Pendant ce temps, après avoir été inspiré par le duel de Tokumatsu et Yuzu, Yuya décide de se reprendre en main et de continuer à livrer des duels à sa façon. Reiji, Layra et le conseil d'administration dînent avec Jack qui raconte ce qui l'a amené à être le duel qu'il est actuellement. |                                       | |                       |
| 71 | Les conséquences du duel              | 白銀の剣 Shirogane no Tsurugi | 30 août 2015          |
| Le premier duel du deuxième jour de la Friendship Cup oppose Yuya au Duel Chaser 227. Lors de ce duel, Yuya essaie de rendre le sourire à son adversaire et au public avec son duel spectacle mais le public est bien plus intéressé par le style de jeu du Duel Chaser 227... |                                       | |                       |
| 72 | Turbotistes                           | ドラゴン征伐！！ ユーゴＶＳ沢渡 Doragon Seibatsu!! Yūgo Bāsasu Sawatari                                                                                                  | 6 septembre 2015      |
| Yuya se rend compte qu'il va avoir beaucoup de mal à rendre le sourire aux habitants de City avec son duel spectacle. Alors qu'il réfléchit à un moyen de comment y parvenir, le duel suivant opposant Hugo et Sawatari commence. Face à un Sawatari très en forme dès le premier tour, Hugo se retrouve obligé d'invoquer son "Dragon Synchro de l'Aile Clair" dès son premier tour. Curieusement, lorsque Hugo invoque son dragon, cela a pour effet de déclencher quelque chose d'étrange chez Yuya... |                                       | |                       |
| 73 | Moment décisif                        | 地を這う敗北者たち Chi o Hau Haibokusha-tachi | 13 septembre 2015     |
| Puisqu'il a perdu son duel contre Hugo, Sawatari est emmené dans l'usine souterraine où il y retrouve Gongenzaka et Tokumatsu. Pendant ce temps, Tsukikage, qui est en mission d'espionnage dans l'usine souterraine, vient parler à Yuya du plan de Reiji et des souhaits que Layra a transmis pour Yuya. |                                       | |                       |
| 74 | Un traître démasqué                   | 道化師の仮面 Dōkeshi no Kamen | 20 septembre 2015     |
| Le dernier duel du premier tour de la Friendship Cup oppose Kurosaki et Dennis. De son côté, Kurosaki doute sérieusement de la véritable identité de Dennis, même si ce dernier continue de jouer avec son style habituel de divertissement. Lorsque Kurosaki met Dennis en très grande difficulté, Dennis invoque un tout nouveau monstre extrêmement puissant et qui surprend tout le monde ! |                                       | |                       |
| 75 | La vengeance de Shay                  | 反逆者の呪縛 Hangyakusha no Jubaku | 27 septembre 2015     |
| Le duel opposant Kurosaki à Dennis continue et Dennis vient de révéler sa véritable identité ! Tous les membres des Lanciers sont sous le choc à la suite de cette terrible révélation ! Cette révélation provoque chez Kurosaki une véritable colère noire envers Dennis et cela réveille Yuto qui se trouve à l'intérieur de Yuya. |                                       | |                       |
| 76 | Plans d'attaque                       | キングズ・ギャンビット Kinguzu Gyanbitto | 4 octobre 2015        |
| Le conseil d'administration et la sécurité publique s'affrontent après ce qu'il s'est passé au sujet de Dennis mais le conseil d'administration parvient à avoir le dernier mot. De son côté, Roget, qui a échoué face au conseil d'administration, ne dit pas son dernier mot en annonçant son projet "Gambit du Roi". Pendant ce temps-là, quelqu'un parvient à rejoindre Dennis, qui a été blessé au cours de son duel contre Kurosaki. |                                       | |                       |
| 77 | Condamnés à vaincre                   | 破壊の美学 Hakai no Bigaku | 11 octobre 2015       |
| Le premier duel du second tour de la Friendship Cup oppose Yuzu au terrible et effrayant Sergey. Yuzu affronte Sergey tout en essayant de transmettre le même message que Yuya. Elle essaie également de prévenir les habitants de City de l'imminente guerre interdimensionnelle à travers ce duel. Au cours du duel, Sergey oblige Yuzu à l'attaquer sans que celui-ci ne réplique, infligeant ainsi à Sergey de plus en plus de dégâts. Yuzu, ne supportant pas cela, décide d'arrêter le duel avant qu'il ne soit trop tard... |                                       | |                       |
| 78 | La route de la rébellion              | 革命の嵐 Kakumei no Arashi | 18 octobre 2015       |
| Après l'horrible fin du duel opposant Yuzu à Sergey, Yuya est terriblement inquiet concernant l'état de santé de Yuzu. Cependant, il est l'heure pour Yuya d'affronter Shinji lors du duel suivant. Pendant le duel, Yuya essaie d'attiser la rébellion qu'essaie de provoquer Shinji mais il a beaucoup de mal à y parvenir car il n'arrive pas à être totalement focalisé sur le duel étant donné qu'il est aussi très inquiet pour Yuzu. Soudainement, de loin, quelqu'un essaie d'informer Yuya de l'état de santé de Yuzu... |                                       | |                       |
| 79 | En route pour la rébellion !          | 覚醒する魔導剣士 Kakusei-suru Madō Kenshi | 25 octobre 2015       |
| Grâce au message que lui a transmis Sora concernant le fait que Yuzu aille bien, Yuya réussit enfin à se focaliser complètement sur son duel contre Shinji et tire la carte que lui a donné Sam. Grâce à cette carte, il va prouver à tout le monde qu'aucune carte n'est inutile. Alors qu'il est au bord de la défaite, Yuya réussit à créer et à invoquer son propre monstre Synchro ! |                                       | |                       |
| 80 | Le moment de vérité                   | 次元を越えた再会 Jigen o Koeta Saikai | 1er novembre 2015     |
| Après avoir gagné son duel contre Shinji, Yuya est félicité par Roget en personne. En voyant cela, Shinji et les Commons commencent à soupçonner un lien entre Yuya et Roget. Afin de retrouver Sora et avoir des nouvelles de Yuzu, Yuya s'échappe du Duel Palace. |                                       | |                       |
| 81 | Oiseaux de proie                      | それぞれの戦場 Sorezore no Senjō | 8 novembre 2015       |
| C'est au tour de Kurosaki d'affronter Crow dans la suite de la Friendship Cup. Kurosaki va profiter de ce duel pour savoir si Crow est un allié ou un ennemi. Un intense duel entre les deux duellistes va donc avoir lieu. Pendant ce temps, alors que Yuya veut essayer de rendre le sourire aux habitants de City, Roget profite de cette occasion pour essayer de passer un accord avec Yuya. |                                       | |                       |
| 82 | Combattants des airs                  | 究極の隼VS黒羽の雷 Kyūkyoku no Hayabusa Bāsasu Kurohane no Ikazuchi | 15 novembre 2015      |
| Roget propose à Yuya un accord mais Yuya hésite beaucoup car il doute de la sincérité de Roget. Pendant ce temps, le second tour de la Friendship Cup se poursuit avec la suite du duel opposant Crow à Kurosaki. Le duel entre les deux duellistes devient de plus en plus intense. Tout à coup, Kurosaki demande à Crow de stopper immédiatement le duel à cause d'un événement très inattendu. Cependant, Crow ignore complètement la demande de Kurosaki. Mais pourquoi Kurosaki a-t-il subitement demandé à Crow d'arrêter le duel ? |                                       | |                       |
| 83 | Une question de confiance             | 師弟の絆 Shitei no Kizuna | 22 novembre 2015      |
| Alors qu'ils se cachent dans les rues de City, Yuzu, Frank, Tanner et Amanda se retrouvent encerclés par les officiers de la sécurité publique ! Alors qu'ils ne peuvent pas se défendre face aux officiers car ils n'ont pas leurs disques de duel, ils sont rejoints par Sora qui vient les aider et permettre à ce dernier de donner à Yuzu son disque de duel ! C'est alors un duel Yuzu et Sora contre les officiers qui débute dans les rues de la ville dans l'espoir de pouvoir échapper à la sécurité publique. |                                       | |                       |
| 84 | Un plan et une promesse - 1ère partie | 運命のダイスロール Unmei no Daisurōru | 29 novembre 2015      |
| Le prochain duel de la Friendship Cup opposant Serena et Hugo commence. Au début du duel, Hugo est très perturbé et hésite à affronter Serena car il la confond avec Rin, son amie d'enfance. Cependant, lorsque Serena donne ce qu'elle a dans le duel, Hugo reprend ses esprits et décide d'affronter Serena sérieusement. Cependant, à chaque fois que Hugo lance une attaque contre Serena, quelque chose d'inattendu se produit sur la piste de duel... |                                       | |                       |
| 85 | Un plan et une promesse - 2ème partie | 水晶の翼 Suishō no Tsubasa | 13 décembre 2015      |
| Le duel opposant Serena et Hugo se poursuit et Roget applique son plan pour que le duel tourne en la faveur de Serena. Cependant, cela n'empêche pas que Serena et Hugo s'affrontent avec toutes leurs forces ! Pendant ce temps, alors que Yuya est enfermé, son esprit se synchronise avec celui de Hugo, permettant ainsi à Yuya de voir le duel comme s'il était à la place de Hugo ! Les esprits de Hugo et Yuya poursuivent le duel ensemble, ce qui pourrait bien permettre à Hugo de reprendre l'avantage... |                                       | |                       |
| 86 | Envers et contre tout                 | 怯まぬ決意 Hirumanu Ketsui | 20 décembre 2015      |
| Puisqu'elle a perdu son duel contre Hugo, Serena est en route pour l'usine souterraine. Cependant, sur le chemin, un groupe de la sécurité publique s'empare d'elle et la retient de force. Tout à coup, Layra apparaît devant le groupe de la sécurité publique et décide de les affronter seul dans le but de sauver Serena. |                                       | |                       |
| 87 | Les multiples dimensions de Yuya      | 野獣の記憶 Yajū no Kioku | 27 décembre 2015      |
| Les demi-finales de la Friendship Cup commencent enfin et la première demi-finale oppose Crow et Yuya ! Avant le duel, Crow présente ses excuses auprès de Yuya à propos de ce qu'il avait pensé de lui et des Lanciers auparavant. De son côté, Yuya demande de l'aide à Crow pour pouvoir sauver ses amis et élaborent ensemble un plan. Pendant le duel, alors qu'ils sont sur le point d'exécuter leur plan, quelque chose d'anormal arrive à Yuya... |                                       | |                       |
| 88 | Possédé                               | 雷鳴の一撃！ Raimei no Ichigeki! | 10 janvier 2016       |
| La première demi-finale qui oppose Crow et Yuya se poursuit mais leur plan tombe à l'eau lorsque quelque chose d'anormal arrive à Yuya ! En effet, Roget a implanté dans le casque de Yuya une puce qui a pour effet de rendre Yuya plus violent et cela réveille aussi la force obscure qui se cache en lui ! Désormais, les esprits de Yuya, Ute, Hugo et Joeri se sont synchronisés et cela a permis à Yuya d'invoquer le puissant "Dragon de la Rébellion aux Yeux Impairs", mettant ainsi Crow en grande difficulté ! Remarquant que quelque chose ne va pas avec Yuya, Sora vient prévenir Crow de ce qu'il se passe et lui demande d'aider Yuya à retrouver ses esprits. Après avoir reçu la demande de Sora et être aussi déterminé à sauver Yuya, Crow est prêt à tout risquer pour ramener Yuya à la raison ! |                                       | |                       |
| 89 | Chassés et traqués                    | 強襲！オベリスクフォース Kyōshū! Oberisuku Fōsu | 17 janvier 2016       |
| Sora et les autres sont très surpris par la soudaine arrivée de la Garde Obelisk à City ! Roget décide donc d'utiliser Sergey pour les intercepter. De son côté, Crow a réussi à travers leur duel à ramener Yuya à la raison. Dans City, Tsukikage et Sora unissent leurs forces pour stopper les membres de la Garde Obelisk. |                                       | |                       |
| 90 | Révolte souterraine                   | 革命の狼煙 Kakumei no Noroshi | 24 janvier 2016       |
| Dans City, Yuya parvient à retrouver Layra dont la force diminue à force d'affronter constamment les membres de la Garde Obelisk. Afin de protéger Serena et Layra, Yuya commence un duel. Cependant, Barrett débarque alors avec la Garde Obelisk. Prêt à tout pour récupérer Serena, Barrett affronte Yuya en duel. |                                       | |                       |
| 91 | Briser ses chaînes                    | めぐりあう運命 Meguriau Unmei | 31 janvier 2016       |
| Kurosaki, Gongenzaka et Zuzu profite de l'invasion de la Garde Obelisk pour tenter de s'échapper de l'usine souterraine. Pendant ce temps, Yuya continue d'affronter Barrett mais la stratégie de Barrett mais Yuya en énorme difficulté. Sora réussit à rejoindre Layra, Serena et Yuya dans le but de les aider. Cependant, Joeri les rejoint à son tour... |                                       | |                       |
| 92 | Tragiques retrouvailles               | 悲運の再会 Hiun no Saikai | 7 février 2016        |
| Alors que Yuya et Barrett continuent de s'affronter, Joeri et Hugo s'affrontent eux aussi en duel à quelques mètres de Yuya ! Comme le "Dragon Pendule aux Yeux Impairs", le "Dragon Xyz de la Rébellion des Ténèbres", le "Dragon Synchro de l'Aile Claire" et le "Dragon Fusion Venin Affamé" sont tous réunis au même endroit, cela a pour effet d'affecter Yuya, Hugo et Joeri mais cela affecte bien plus Yuya car Ute est en lui et provoque chez Yuya ce qu'il lui est arrivé lors de son duel contre Crow lors de la demi-finale ! Pendant ce temps, Roget, qui chercher à capturer Yuzu, envoyer Sergey sur les lieux des duels pour la récupérer. |                                       | |                       |
| 93 | Violence au volant - Partie 1         | 破滅のデュエルマシン Hametsu no Dyueru Mashin | 14 février 2016       |
| Après avoir perdu à la fois Serena et Yuzu, Yuya part avec ses amis dans l'espoir de les sauver. Cependant, y parvenir ne sera pas si facile puisque la ville est plongée dans la chaos avec l'émeute des Commons. En raison de cette situation, Roget décide de lancer une contre-mesure, contre-mesure qui sera la deuxième demi-finale du tournoi, qui opposera... Jack à Sergey ! |                                       | |                       |
| 94 | Violence au volant - Partie 2         | 魂を刻んだ右腕 Tamashii o Kizanda Misguide | 21 février 2016       |
| Pendant que la ville continue de tomber dans le chaos avec l'émeute, la seconde demi-finale du tournoi opposant Jack à Sergey continue. Mais Sergey donne beaucoup de fil à retordre à Jack ! Pendant ce temps, Yuya et ses amis essaient de se frayer un chemin à travers la ville pour aller sauver Yuzu. |                                       | |                       |
| 95 | Loi martiale                          | 己の信じるデュエル Onore no Shinjiru Dyueru | 28 février 2016       |
| Le duel opposant Jack à Sergey s'est terminé avec la victoire de Jack et les émeutes reprennent dans la ville. Pendant ce temps, Yuya reçoit un message de Yuzu et il croise aussi Sam, qui a un message à transmettre à Yuya de la part de Jack. |                                       | |                       |
| 96 | Pâle imitation                        | 借り物の言葉 Karimono no Kotoba | 6 mars 2016           |
| Yuya parvient à revenir au Duel Palace afin de montrer sa détermination à Jack pour l'ultime affrontement lors de la grande finale de la Friendship Cup. Cependant, les choses commencent à se compliquer lorsque Roget envoie la sécurité publique au Duel Palace et se compliquent encore plus lorsque ce sont les émeutes des Commons qui arrivent. Afin de stopper tout cela, Jack et Yuya vont s'affronter lors d'un ultime duel : la grande finale de la Friendship Cup. |                                       | |                       |
| 97 | L'appropriation                       | 気高き超魔導剣士 Kedakaki Chōmadōkenshi | 20 mars 2016          |
| Comme le chaos dégénère en ville, Reiji entre en scène afin d'attiser les émeutes. Pendant ce temps, le duel final opposant Yuya à Jack continue mais Yuya se retrouve en difficulté. Mais Yuya n'est pas prêt d'abandonner. En se battant avec tout ce qu'il a, Yuya parvient à invoquer un tout nouveau monstre, un monstre qui pourrait donner l'avantage à Yuya. |                                       | |                       |
| 98 | La finale de l'amitié                 | ひとつの道へ Hitotsu no Michi e | 27 mars 2016          |
| La finale de la Friendship Cup opposant Yuya et Jack continue. Yuya a encore des chances de gagner car il vient d'effectuer une invocation Pendule en invoquant 5 monstres en une seule fois ! En invoquant 5 monstres d'un coup, Yuya commence à réussir à attirer l'attention des habitants de City. Il va profiter de cette invocation et d'une nouvelle technique d'attaque pour rendre le sourire à tous les habitants de City ! |                                       | |                       |
| 99 | Un Cercle Vicieux                     | 永遠のデュエル Eien no Dyueru | 3 avril 2016          |
| Après avoir gagné la finale contre Jack, Yuya réussit à rejoindre le bâtiment de la sécurité publique avec l'aide de Jack et Crow. Pendant ce temps, dans une salle du bâtiment de la sécurité publique, Reiji est en train d'affronter Roget. Cependant, Reiji réussit à faire tomber à l'eau la stratégie de Roget. Roget tente alors le tout pour le tout en activant un portail interdimensionnel afin de détruire toute la ville mais cela ne fonctionne pas comme il le souhaitait. Par chance, City est intacte, mais un trou de ver s'ouvre et Yuzu, Yuya, Gongenzaka, Sawatari et Kurosaki sont aspirés dans le trou de ver. Lorsqu'ils se réveillent devant une ville en ruines, Yuya, Gongenzaka et Sawatari pensent alors que City a été détruite. Kurosaki leur dit alors qu'il ne s'agit pas de City, mais de l'endroit où il a habité, sa ville natale. Yuya, Gongenzaka, Sawatari et Kurosaki ont été téléportés dans la dimension Xyz... |                                       | |                       |

### Saison 3
Dans la version originale, plusieurs génériques de début et de fin sont disponibles :
- Pour les épisodes 99-100 à 124 : le générique de début est Light of Hope de Unkown Numbers et le générique de fin est Vision de Kuso Linkai.
- Pour les épisodes 125 à 147 : le générique de début est Pendulum Beat! de Super Dragon et le générique de fin est Dashing Pendulum de M!lk.
- Pour l'épisode 148: le générique de fin est Burn! de Kenji Kabashima .

L'intégralité de cette saison a été diffusée en version anglaise.

Actuellement, aucune version française n'est disponible pour cette saison. Par conséquent, les titres français sont tirés des titres de la version anglaise.

L'arc de cette saison est intitulé La Dimension XYZ, la Dimension Fusion, ARC-V et la Dimension Pendule. Cette saison est composée de 49 épisodes.
| No | Titre de l’épisode en français        | Titre original de l’épisode                               | Date de 1re diffusion |
| --- | ------------------------------------- | --------------------------------------------------------- | --------------------- |
| 100 | Un accueil hostile                    | 絶望の都ハートランド Zetsubō no Miyako Hātorando          | 3 avril 2016          |
| Yuya, Sawatari et Gongenzaka se retrouvent désormais à Heartland, une ville en ruines de la dimension Xyz et qui n'est autre que la ville natale de Ute et Shun Kurosaki ! Pendant que Shun est parti à la recherche de la Résistance, Yuya, Sawatari et Gongenzaka cherchent Yuzu dans les rues d'Heartland car Yuzu est, une nouvelle fois, séparée d'eux. Alors qu'ils arpentent les rues d'Heartland, Yuya, Sawatari et Gongenzaka tombent nez à nez avec des membres de la Garde Obelisk. |                                       |                                                           |                       |
| 101 | Le royaume du Dragon Cipher           | 銀河の眼 Ginga no Manako                                  | 10 avril 2016         |
| Yuya, Gongenzaka et Sawatari se retrouvent face à Kaito Tenjo, un duelliste qui a l'intention de se battre en duel avec tous ceux qui croisent son chemin. Yuya essaie de faire comprendre à Kaito que les duels ne sont pas un outil de combat mais Kaito ne veut absolument rien savoir. Sawatari et Gongenzaka décident donc d'affronter Kaito en duel. |                                       |                                                           |                       |
| 102 | Le chasseur impitoyable               | 非情の狩人 Hijō no Karyūdo                                | 24 avril 2016         |
| Yuya affronte en duel Kaito, qui est consumé par la rage. Cependant, Yuya a beaucoup de mal à faire réagir le cœur de Kaito. Pendant le duel, Kaito met Yuya en grande difficulté. À ce moment-là, Ute, qui se trouve à l'intérieur de Yuya, lui permet d'invoquer le "Dragon Xyz de la Rébellion des Ténèbres" de Ute afin d'essayer de faire réagir Kaito. |                                       |                                                           |                       |
| 103 | La levée de la Résistance             | 華々しき機械天使 Hanabanashiki Kikai Tenshi               | 1er mai 2016          |
| Dans la dimension Xyz, Yuya apprend d'Allen et Sayaka que toute la famille de Kaito a été transformé en cartes, ce qui explique le comportement de Kaito. De plus, Yuya réussit à obtenir, par le biais d'Allen et Sayaka, quelques indices concernant son père qui avait disparu. Pendant ce temps-là, lorsqu'elle se retrouve poursuivie par des membres de l'Académie de Duel, Yuzu comprend qu'elle a été téléportée dans la dimension Fusion ! Alors qu'elle se retrouve piégée, une mystérieuse duelliste vient à son secours. |                                       |                                                           |                       |
| 104 | Duel dans les ruines                  | 「D」の名を持つHERO "Dī" no na o motsu Hīrō               | 8 mai 2016            |
| Yuzu suit la fille qui l'a sauvé dans un endroit caché de la dimension Fusion. Une fois sur place, Yuzu apprend que cet endroit s'appelle l'école de duel "You Show", comme le nom de son école dans la dimension Standard ! Ce n'est pas tout, Yuzu va même être choquée de revoir quelqu'un... Pendant ce temps-là, dans la dimension Xyz, Yuya essaie de chercher d'autres indices qui pourraient le mener à son père, voire le retrouver en personne. Yuya rencontre par la même occasion un mystérieux duelliste. Lorsque le mystérieux duelliste apprend que Yuya a un lien avec Yusyo, il décide de l'affronter en duel. Ce mystérieux duelliste décide d'affronter Yuya car il éprouve une profonde haine envers Yusyo. |                                       |                                                           |                       |
| 105 | Duel pour l'amitié                    | レジスタンスの絆 Rejisutansu no Kizuna                    | 15 mai 2016           |
| Afin de stopper Kaito, qui se bat seul contre les soldats de l'Académie de Duel, Shun décide de se rendre à son repaire. Lorsque Shun lui propose son aide, Kaito refuse complètement. Shun décide donc d'affronter lui-même Kaito en duel afin de le ramener à la raison. |                                       |                                                           |                       |
| 106 | Test Académique                       | アークエリア・プロジェクト Āku Eria Purojekuto            | 22 mai 2016           |
| Après ses retrouvailles avec Yuzu à l'école de duel "You Show" de la dimension Fusion, Yusyo lui raconte ce qui s'est passé 3 ans plus tôt au moment de sa disparition de la dimension Standard. Pendant ce temps, Joeri affronte tout seul 5 duellistes de l'école "You Show" de la dimension Fusion... |                                       |                                                           |                       |
| 107 | Les sœurs Tyler - Partie 1            | 決闘に飢えたアマゾネス Dyueru ni Ueta Amazonesu           | 29 mai 2016           |
| Sayaka part seule à la recherche de Kaito, qui a disparu après son duel face à Shun. Pendant ce temps, les sœurs Grace et Gloria Taylor débarquent dans la dimension Xyz sous les ordres de Reo Akaba. Les sœurs Tyler remarquent alors Sayaka et décident alors de l'affronter en duel mais ce duel se transforme en Tag Duel lorsque Allen vient aider Sayaka... |                                       |                                                           |                       |
| 108 | Les sœurs Tyler - Partie 2            | アマゾネス･トラップ Amazonesu Torappu                     | 5 juin 2016           |
| Alors qu'ils entendent Sawatari crier à travers les rues, Yuya et Shun se précipitent et retrouvent Sawatari et Gongenzaka à terre face aux sœurs Tyler qui viennent de les battre en duel. Furieux contre les tactiques de duel brutales utilisées par les membres de l'Académie de Duel, Yuya et Shun décident d'affronter les sœurs Tyler lors d'un Tag Duel. |                                       |                                                           |                       |
| 109 | Visite surprise                       | 戦場に果てる隼 Senjou ni Hateru Hayabusa                  | 12 juin 2016          |
| Après avoir gagné leur Tag Duel face aux sœurs Tyler, Yuya et Kurosaki se retrouvent face à un autre problème : les membres de la Garde Obelisk débarquent et 3 Force Obelisk provoquent Yuya et Kurosaki dans un duel... |                                       |                                                           |                       |
| 110 | Duel en cage - Partie 1               | 破かれたスマイル・ワールド Yabuka Reta Sumairu Wārudo     | 19 juin 2016          |
| Alors qu'il essaie d'aider Kurosaki qui est blessé, Edo Phoenix apparaît devant lui. Estimant que le duel est un symbole de force et niant que le duel est un divertissement comme le pensent Yuya et Yusyo, Edo force Yuya à l'affronter en duel. Étant confus concernant les sentiments d'Edo pour le duel, Yuya va profiter de ce duel pour en apprendre davantage sur les véritables intentions d'Edo. |                                       |                                                           |                       |
| 111 | Duel en cage - Partie 2               | ペンデュラムハート Pendyuramu Hāto                        | 26 juin 2016          |
| Croyant en la puissance du duel de divertissement qu'il a hérité de son père, Yuya continue d'affronter Edo et va essayer de lui rendre le sourire. En continuant d'affronter Yuya, Edo se rappelle de plus en plus le duel qu'il avait livré contre Yusyo... |                                       |                                                           |                       |
| 112 | Nouveaux alliés                       | 笑顔あふれる街へ Egao Afureru Machi e                     | 3 juillet 2016        |
| Grâce à son duel contre Yuya, Edo a appris la joie que l'on ressent lors des duels. En voyant cela, Ute commence à parler à ses camarades de la Résistance, par le biais de Yuya, sur ce qu'ils ont besoin de faire pour mettre fin à cette guerre interdimensionnelle. Pendant ce temps-là, dans la dimension Fusion, Dennis parvient à entrer dans l'école "You Show"... |                                       |                                                           |                       |
| 113 | Soif de revanche                      | 修羅の渇望 Shura no Katsubou                              | 10 juillet 2016       |
| Yuya et ses amis arrivent enfin dans la dimension Fusion dans l'espoir de retrouver Yuzu et mettre fin à la guerre interdimensionnelle. À peine arrivés dans la dimension Fusion, Yuya et ses amis se retrouvent encerclés et Yuya est provoqué en duel par un duelliste qui ne lui est pas inconnu. |                                       |                                                           |                       |
| 114 | Duel entre anciens élèves             | 闇に輝く超銀河 Yami ni Kagayaku Chōginga                  | 17 juillet 2016       |
| Yusyo et les autres montent à bord d'un navire qui va les amener directement à l'Académie de Duel. Cependant, Dennis réussit à les rejoindre sur le navire et va devoir affronter Kaito. Les deux duellistes, qui ont été des élèves de Yusyo, vont s'affronter en duel pour défendre les choses et protéger les personnes en lesquelles ils croient. |                                       |                                                           |                       |
| 115 | Le Duelliste Pirate                   | 決闘海賊キャプテン・ソロ Dyueru Kaizoku Kyaputen Soro     | 24 juillet 2016       |
| Yuya et ses amis ayant raté le navire sur lequel se trouve Yusyo, ils sont aidés par Serena qui leur a trouvé un bateau pirate qui va lui aussi à l'Académie de Duel. Peu de temps après le départ, Yuya et ses amis se rendent compte que tout cela n'est qu'un piège et Yuya est contraint d'affronter Captain Solo en duel. |                                       |                                                           |                       |
| 116 | Les gardiens des deux tours           | 太陽と月の守護者 Taiyō to Tsuki no Shugosha               | 31 juillet 2016       |
| Hugo apprend que Rin est prisonnière dans la tour Est de l'Académie de Duel et décide de s'y rendre. En arrivant, Hugo est provoqué en duel par Apollo, le gardien de la tour Est. Hugo va devoir gagner ce duel s'il veut espérer entrer dans la tour pour retrouver Rin. Pendant ce temps-là, c'est Kaito qui est provoqué en duel par Diana, la gardienne de la tour Ouest. Kaito doit gagner son duel contre Diana pour pouvoir entrer dans la tour et retrouver Ruri, la sœur de Shun Kurosaki. |                                       |                                                           |                       |
| 117 | L'emprise du parasite                 | 牙をむく鈴の音 Kiba o muku Rin no Ne                      | 7 août 2016           |
| Hugo et Rin se sont enfin retrouvés mais elle le provoque en duel ! En dépit d'être des amis d'enfance qui ont grandi et livré des duels ensemble dans la dimension Synchro, Hugo est contraint d'affronter Rin en duel car il remarque que quelque chose ne va pas avec Rin et avec le monstre qu'elle a invoqué... |                                       |                                                           |                       |
| 118 | Duel pour la survie                   | サバイバル・デュエル Sabaibaru Dyueru                     | 14 août 2016          |
| Yuya et ses amis arrivent dans le centre de formation de l'Académie de Duel. Ils trouvent alors l'instructeur de l'Académie de Duel, Sanders, qui les attendait. Sanders ordonne alors à ses élèves de mettre en pratique leur "leçon spéciale" : un Survival Duel ! Pendant ce Survival Duel qui sera un duel à 5 contre 5, chaque duelliste va mettre sa vie en jeu car les perdants seront transformés en cartes ! |                                       |                                                           |                       |
| 119 | Duel fraternel                        | 闇に落ちた小鳥 Yami ni Ochita Kotori                      | 21 août 2016          |
| Après avoir été séparés pendant une très longue période, Kurosaki retrouve enfin sa sœur Ruri ! Cependant, Ruri provoque Kurosaki en duel ! Remarquant que Ruri est manipulée par quelqu'un, Kurosaki décide d'affronter Ruri afin de la sauver. Pendant ce temps, le Survival Duel se poursuit et devient de plus en plus intense ! De plus, les duellistes commencent à remarquer qu'il y a quelque chose qui cloche dans ce Survival Duel... |                                       |                                                           |                       |
| 120 | Un duelliste nommé Battle Beast       | バトル・ビースト Batoru Bīsuto                            | 28 août 2016          |
| Yuya et ses amis poursuivent un ennemi dans le terrain de la jungle du Survival Duel appelé Battle Beast, qui n'est autre que le duelliste le plus puissant qu'a formé Sanders ! Pour BB (Battle Beast), il n'y a aucune distinction, il affrontera et transformera en carte n'importe quel duelliste, même s'il s'agit d'un étudiant de l'Académie de Duel ! Yuya et Gongenzaka décident d'unir leurs forces afin d'affronter ensemble BB mais l'assaut de ce dernier est plus bien dangereux qu'ils ne l'avaient pensé et se retrouvent très vite en énorme difficulté... |                                       |                                                           |                       |
| 121 | Tag Duel intensif                     | 最凶の烙印 Saikyou no Rakuin                              | 4 septembre 2016      |
| Jack s'introduit dans le Survival Duel et remplace Gongenzaka qui a été blessé afin de faire équipe avec Yuya. La stratégie très bien coordonnée de Yuya et Jack réussi à mettre BB (Battle Beast) en difficulté. Sanders, qui commence à s'impatienter, s'introduit lui aussi dans le duel pour faire équipe avec BB. Le combat opposant l'équipe Yuya-Jack face à l'équipe Sanders-BB devient tellement de plus en plus intense qu'il est impossible de savoir comment va se terminer ce Survival Duel... |                                       |                                                           |                       |
| 122 | Le symbole du spectacle               | グローリー・オン・ジ・アカデミア！ Gurōrī On Ji Akademia! | 11 septembre 2016     |
| Le Tag Duel opposant l'équipe Yuya-Jack et l'équipe Sanders-BB (Battle Beast) continue. Lorsqu'il est témoin du retournement de situation lorsque BB élimine son propre coéquipier, Yuya utilise son duel de divertissement pour essayer de réveiller les émotions qui dorment profondément dans le cœur de BB. Bien que cela semble difficile, Yuya et Jack vont essayer de prouver à BB et aux autres étudiants de l'Académie de Duel que le duel est du divertissement et non un symbole de force. |                                       |                                                           |                       |
| 123 | La Fusion de la destruction           | 栄光の機械竜 Eikō no Kikairyū                             | 18 septembre 2016     |
| Alors que Yusyo et Reiji se retrouvent dans l'Académie de Duel, ils sont attaqués par Joeri. Afin que Yusyo et Reiji puissent rejoindre le professeur (Reo Akaba), Asuka provoque Joeri en duel. Joeri accepte le duel d'Asuka et va même jusqu'à utiliser un deck spécial utilisé par l'élite des duellistes de l'Académie de Duel. Asuka va essayer, au travers de ce duel, de rendre le sourire à Joeri... |                                       |                                                           |                       |
| 124 | La puissance des parasites - Partie 1 | 蘇る幻影騎士団 Yomigaeru Fantomu Naitsu                   | 25 septembre 2016     |
| Alors qu'il est à la recherche de Yuzu, qui a été capturée par Serena, Yuya se retrouve face à face avec Ruri. Ute, qui se trouve à l'intérieur de Yuya, est heureux de voir Ruri saine et sauve. Cependant, Ruri provoque alors Yuya en duel ! En raison des forts sentiments de Ute pour Ruri, Yuya va livrer ce duel avec des cartes de Ute ! Yuya et Ute vont donc affronter Ruri afin de la sauver. |                                       |                                                           |                       |
| 125 | La puissance des parasites - Partie 2 | 烈火の竜 Rekka no Ryū                                     | 2 octobre 2016        |
| Pour Yuya et Ute, sauver Ruri va être plus difficile que prévu car Serena s'est introduit dans le duel pour venir en aide à Ruri ! Le docteur de l'Académie de Duel essaie par la même occasion de prendre le contrôle de l'esprit de Yuya mais cela ne marche pas et provoque quelque chose d'étrange chez Yuya... Pendant ce temps-là, Sora décide d'affronter Joeri en duel. |                                       |                                                           |                       |
| 126 | La naissance du démon                 | 悪魔が生まれた日 Akuma ga Umareta Hi                      | 9 octobre 2016        |
| Alors que Joeri est sur le point de transformer Sora en carte, Hugo apparaît et provoque Joeri en duel, sauvant ainsi Sora. De leur côté, Yusyo et Reiji parviennent à rejoindre Reo. Reo explique pourquoi il a décidé de mettre en place son projet. Il dit qu'autrefois, il n'existait pas quatre dimensions, mais une seule appelée "Le Monde Unique". Le Monde Unique était un monde où se trouvait la paix jusqu'au jour où un mystérieux duelliste enchaîna de nombreuses victoires dans les championnats du Monde Unique. Cependant, assoiffé de victoire et de puissance, ce mystérieux duelliste fusionna avec ses 4 dragons afin de faire apparaître un gigantesque et dangereux dragon. Avec l'aide de ce dragon, le mystérieux duelliste commença à détruire le Monde Unique. Ce mystérieux duelliste s'appelait Zarc... |                                       |                                                           |                       |
| 127 | Le projet Revival Zero                | リバイバル・ゼロ Ribaibaru Zero                           | 16 octobre 2016       |
| Reo continue de raconter à Yusyo et Reiji l'histoire de Zarc. Dans le Monde Unique, Zarc commença à tout détruire avec son puissant dragon avec lequel il avait fusionné. Reo explique aussi qu'il avait créé 4 cartes qui lui permettrait de vaincre Zarc mais avant de pouvoir utiliser ces cartes, sa fille Ray lui a volé ses 4 cartes afin de pouvoir affronter Zarc elle-même. Au moment où Reo arriva sur le lieu du duel, Ray avait déjà activé les 4 cartes ce qui a permis à Ray de stopper Zarc. Cependant, cela a eu pour effet de séparer le corps et l'esprit de Ray en quatre alter-ego qui ont été dispersés à travers les 4 dimensions qui venaient alors de se créer : les dimensions Standard, Fusion, Xyz et Synchro. Zarc a subi aussi le même sort que Ray. On apprend alors de Reo que les 4 alter-ego de Ray sont Yuzu, Serena, Ruri et Rin et qu'il a l'intention d'enclencher son projet Revival Zero afin de ressusciter Ray. Mais cette révélation de Reo est alors suivie d'une autre : Yuya, Ute, Hugo et Joeri sont les 4 alter-ego de Zarc ! Reo explique donc qu'il faut absolument empêcher Yuya, Ute, Hugo et Joeri de fusionner tous les quatre sinon Zarc ressuscitera !                             |                                       |                                                           |                       |
| 128 | Duel intérieur - Partie 1             | 決戦！精霊機巧軍 Kessen! Supiritto Tekku Fōsu             | 23 octobre 2016       |
| Afin d'activer son plan "Revival Zero" et faire ressusciter sa fille Ray, Reo doit faire fusionner Yuzu, Serena, Rin et Ruri. Après avoir entendu l'histoire de Reo, Yuya et Reiji décident de faire équipe pour affronter Reo en duel pour stopper son plan. Au cours du duel, Yusyo va remarquer que quelque chose ne va pas avec Yuya. |                                       |                                                           |                       |
| 129 | Duel intérieur - Partie 2             | 覇王の片鱗 Haō no Henrin                                  | 30 octobre 2016       |
| Alors que Yuya et Reiji continuent leur duel contre Reo, Yuya continue de lutter contre Zarc, qui essaie de s'emparer de lui. Reiji encourage Yuya à continuer de lutter vaillamment contre Zarc et essaie de raisonner Reo pour qu'il arrête son projet. Non loin de ce duel, Hugo et Joeri sont en train de s'affronter en duel eux aussi. Cependant, lorsqu'ils sont invoqués sur leurs terrains respectifs, les 4 dragons commencent à s'appeler les uns les autres ce qui affecte les 4 garçons mais surtout Yuya, qui a de plus en plus de mal à résister à Zarc. |                                       |                                                           |                       |
| 130 | Le dragon affamé                      | 欲深き猛毒龍 Yokubukaki Mōdokuryū                         | 6 novembre 2016       |
| Edo et Kaito s'introduisent dans le duel de Joeri et Hugo. Edo et Kaito vont donner tout ce qu'ils ont pour tenter de sauver Yuya, Ute, Hugo et Joeri de Zarc qui essaie de s'emparer d'eux. Avec ce duel à 4, le duel risque d'être très intense... |                                       |                                                           |                       |
| 131 | La volonté de Riley                   | 常闇に射す光 Tokoyami ni Sasu Hikari                      | 13 novembre 2016      |
| Étant donné que la résurrection de Zarc approche à grands pas, Layra décide d'affronter Reiji en duel afin de transmettre les sentiments de Ray, avec qui Layra peut communiquer. Pendant ce temps, Edo et Kaito ont perdu leur duel mais grâce à eux, Hugo a réussi à reprendre ses esprits afin de continuer à affronter Joeri pour qu'il puisse le stopper. |                                       |                                                           |                       |
| 132 | Le spectacle de Yusho - Partie 1      | 希代のエンターテイナー Kidai no Entāteinā                 | 20 novembre 2016      |
| Layra continue d'affronter Reiji pour transmettre les sentiments de Ray et Reiji se rend compte à quel point Layra a évolué. Pendant ce temps, Joeri a battu Hugo et l'a absorbé. Et maintenant, la prochaine cible de Joeri est Yuya ! Afin de stopper Joeri, Yusyo décide de l'affronter en duel en espérant que son style de duel de divertissement va pouvoir arrêter le saccage provoqué par Joeri... |                                       |                                                           |                       |
| 133 | Le spectacle de Yusho - Partie 2      | 輝かしきエンタメショー Kagayakashiki Entame Shō           | 27 novembre 2016      |
| Alors que Yusyo parvient à mettre en difficulté Joeri grâce à son duel de divertissement, Yuya continue de lutter contre Zarc qui essaie de le consumer. Cependant, en voyant le duel de divertissement qu'est en train de livrer son père, Yuya réussit à reprendre le contrôle. Même s'il est mis en difficulté par Yusyo, Joeri garde un sourire inquiétant, comme s'il était en train de préparer un mauvais coup à Yusyo... |                                       |                                                           |                       |
| 134 | La tentation des ténèbres - Partie 1  | 闇の誘惑 Yami no Yūwaku                                   | 11 décembre 2016      |
| Joeri a battu Yusyo et l'a transformé en carte. Voyant cela arriver sous ses yeux, la colère noire de Yuya envers Joeri atteint son paroxysme et décide donc de l'affronter lui-même en duel. Au cours de ce duel, Yuya va tenter de résister à la force obscure de Zarc qui essaie de s'emparer de lui en gardant en main la carte "Monde Souriant" qu'il a reçu de son père autrefois. Cependant, plus il y a de dragons sur le terrain, plus la force obscure de Zarc a de l'emprise sur Yuya et Ute. Ce duel est très risqué car d'un côté, Yuya héberge Ute et de l'autre, Joeri a absorbé Hugo et ce duel pourrait être l'événement déclencheur pour la résurrection de Zarc ! |                                       |                                                           |                       |
| 135 | La tentation des ténèbres - Partie 2  | 揺れ動く次元 Yureugoku Jigen                              | 18 décembre 2016      |
| Reo Akaba a réussi à activer Arc-V et la fusion des dimensions a donc commencé. Pendant ce temps, le duel entre Yuya et Joeri continue et devient de plus en plus intense. Joeri essaie d'attirer Yuya et Ute vers lui afin qu'ils fusionnent ensemble mais Yuya continue de lutter pour le bien et le futur de ses amis qui devient de plus en plus incertain au vu de la situation actuelle... |                                       |                                                           |                       |
| 136 | La résurrection de Zarc - Partie 1    | 覇王龍君臨 Haōryū Kunrin                                  | 25 décembre 2016      |
| Zarc a finalement réussi à ressusciter ! Alors que le gigantesque dragon de Zarc est en train d'attaquer et de détruire la dimension Fusion, Reiji et Layra partent trouver un moyen de faire revenir Ray. Ne trouvant pas Zarc, Edo et Sora se rendent à l'endroit où se trouve son dragon et forcent Zarc à se montrer. Cependant, lorsque Zarc apparaît devant eux, Sora et Edo sont stupéfait de voir que Zarc a le même visage que Yuya mais son corps est mi-humain et mi-monstre ! Convaincus que Yuya réside toujours quelque part à l'intérieur de Zarc, Edo et Sora s'engagent dans un duel face à Zarc. Sora et Edo se rendent très vite compte que vaincre Zarc sera très difficile car à cause des cartes de Zarc, à chaque fois que ce dernier est sur le point de subir des dommages, ceux-ci sont automatiquement annulés et Zarc gagne des points de vie à la place. Zarc réussit à invoquer son monstre le plus puissant, "Zarc le Dragon Suprême". C'est alors que Kaito et Kurosaki rejoignent Sora et Edo dans le duel mais le dragon de Zarc élimine Edo et Sora d'un seul coup ! Sora transmet ses sentiments à Kurosaki afin de faire revenir Yuya et c'est donc au tour de Kurosaki et Kaito d'affronter Zarc... |                                       |                                                           |                       |
| 137 | La résurrection de Zarc - Partie 2    | 反逆の覇王巻龍 Hangyaku no Haōkenryū                      | 8 janvier 2017        |
| Edo et Sora ont perdu contre Zarc et c'est au tour de Kaito et Kurosaki de prendre le relais dans le duel. Afin de respecter les souhaits de leurs amis, Kurosaki et Kaito font face à Zarc et son "Z-ARC le Roi Suprême" et sont prêts à risquer le tout pour le tout pour sauver Yuya et Yuto. |                                       |                                                           |                       |
| 138 | La résurrection de Zarc - Partie 3    | 暗翼の龍 Anyoku no Ryū                                    | 15 janvier 2017       |
| Kurosaki et Kaito ayant eux aussi perdu, c'est maintenant au tour de Gongenzaka et Jack de faire face à Zarc. Avec l'aide de leurs sentiments et de leurs monstres, Gongenzaka et Jack vont essayer de réveiller l'esprit de divertissement de Yuya, qui a été emprisonné à l'intérieur de Zarc. |                                       |                                                           |                       |
| 139 | La résurrection de Zarc - Partie 4    | 闇に染まる眼 Yami ni Somaru Manako                        | 22 janvier 2017       |
| À la suite de la défaite de Gongenzaka et Jack, c'est maintenant à Sawatari et à Crow, qui a ressuscité, d'affronter Zarc. Alors qu'ils essayent d'appeler Yuya, Zarc commence à être un peu affecté par leurs paroles. Et tout d'un coup, Reo Akaba s'introduit lui aussi dans le duel... |                                       |                                                           |                       |
| 140 | La résurrection de Zarc - Partie 5    | 魂のペンデュラム Tamashii no Pendyuramu                   | 29 janvier 2017       |
| La bataille qui oppose les Lancers à Zarc se poursuit et c'est désormais au tour de Reiji d'affronter Zarc. Malgré la grande force de Reiji, Zarc le met dans une énorme difficulté ! Alors que Zarc lance son attaque finale contre Reiji et est sur le point de remporter le duel, Layra, qui est désormais l'hôte de l'esprit de Ray, s'introduit à son tour dans le duel ! Layra et Ray sont désormais l'ultime espoir de vaincre Zarc et de libérer Yuya de son emprise. |                                       |                                                           |                       |
| 141 | Repasser à l'action                   | ジュニアユース選手権 Juniayūsu Senshuken                  | 5 février 2017        |
| Maintenant que Yuya vit en paix, il reçoit une notification concernant le championnat de la Ligue Arc Junior. En arrivant au stade, Reiji explique qu'il l'a invité lui, Gongenzaka et Sawatari. Yuya se demande tout de même quel est le véritable but de Reiji... |                                       |                                                           |                       |
| 142 | Le retour des souvenirs               | あふれる記憶 Afureru Kioku                                | 12 février 2017       |
| Yuya, Gongenzaka, Sawatari et Tsukikage s'affrontent lors d'une bataille royale. Mais plus cette bataille royale se poursuit, plus Yuya remarque qu'il retrouve progressivement ses souvenirs perdus. Cependant, au cours du duel, quelque chose d'anormal arrive à Yuya... |                                       |                                                           |                       |
| 143 | Combat intensif                       | 覇王の魂 Haō no Tamashii                                  | 19 février 2017       |
| Afin de faire revenir le sourire de Layra, qui s'est volontairement sacrifié pour aider Yuya et sauver Yuzu qui a disparu, Yuya décide de poursuivre son duel face à Gongenzaka, qui est le dernier duelliste à l'affronter lors de cette bataille royale. |                                       |                                                           |                       |
| 144 | Le retour du spectacle                | 呪われし機械仮面 Norowareshi Gia Masuku                   | 26 février 2017       |
| Lorsque Yuya arrive dans la dimension Xyz, il ne trouve pas Kurosaki mais Dennis à la place. Afin d'apaiser la peine que la dimension Fusion a infligé aux membres de la dimension Xyz, Yuya et Dennis décident d'organiser un duel spectacle dans le but de leur redonner le sourire. |                                       |                                                           |                       |
| 145 | La rage de Shay                       | 終わりなき反逆 Owarinaki Hangyaku                         | 5 mars 2017           |
| Lorsque Yuya arrive dans la dimension Fusion, il voit Kurosaki attaquer Reo Akaba. Toujours affecté de la perte de sa sœur et de son meilleur ami, Kurosaki provoque Yuya en duel, qui était auparavant Zarc. |                                       |                                                           |                       |
| 146 | Duel interdimensionnel                | ディメンション・ハイウェイ Dimenshon Haiwei               | 12 mars 2017          |
| Juste après que son duel contre Kurosaki soit terminé, Yuya est provoqué en duel par Jack ! Jack lui dit qu'il ne peut sauver personne dans l'état qu'il est actuellement. Yuya affronte donc à nouveau Jack avec le duel en lequel il croit. Cependant, Yuya a peur d'appeler les quatre dragons dimensionnels et est mis très rapidement en grosse difficulté. C'est alors que Yuya commence à entendre les voix de ses trois alter-egos : Ute, Hugo et Joeri. |                                       |                                                           |                       |
| 147 | L'ultime duel                         | 解き放たれたドラゴン Tokihanatareta Doragon               | 19 mars 2017          |
| Yuya décide d'utiliser le pouvoir des quatre dragons dimensionnels pour faire sourire tout le monde. Grâce à ses quatre dragons, Yuya réussit à vaincre Jack. Mais malgré sa victoire face à Jack, Yuya n'a pas réussi à faire sortir l'âme de Zarc du corps de Layra, qui ne peut toujours pas sourire. Il reste une ultime solution pour essayer de rendre le sourire à Layra : Yuya et Reiji vont s'affronter lors d'un ultime duel ! |                                       |                                                           |                       |
| 148 | Le Pouvoir des Dragons Pendules       | ペンデュラムが描く奇跡 Pendyuramu ga egaku Kiseki         | 26 mars 2017          |
| Lors de son duel, Yuya est en grosse difficulté face aux monstres ultra puissants de Reiji. Mais Yuya reçoit le soutien de ses alter-ego Ute, Hugo et Joeri. Yuya va alors tout tenter pour gagner son ultime duel face à Reiji en utilisant ses quatre dragons dimensionnels et ses monstres Pendules et ainsi donner le sourire à tout le monde. |                                       |                                                           |                       |